# Biserica Sfântul Nicolae din Brădiceni

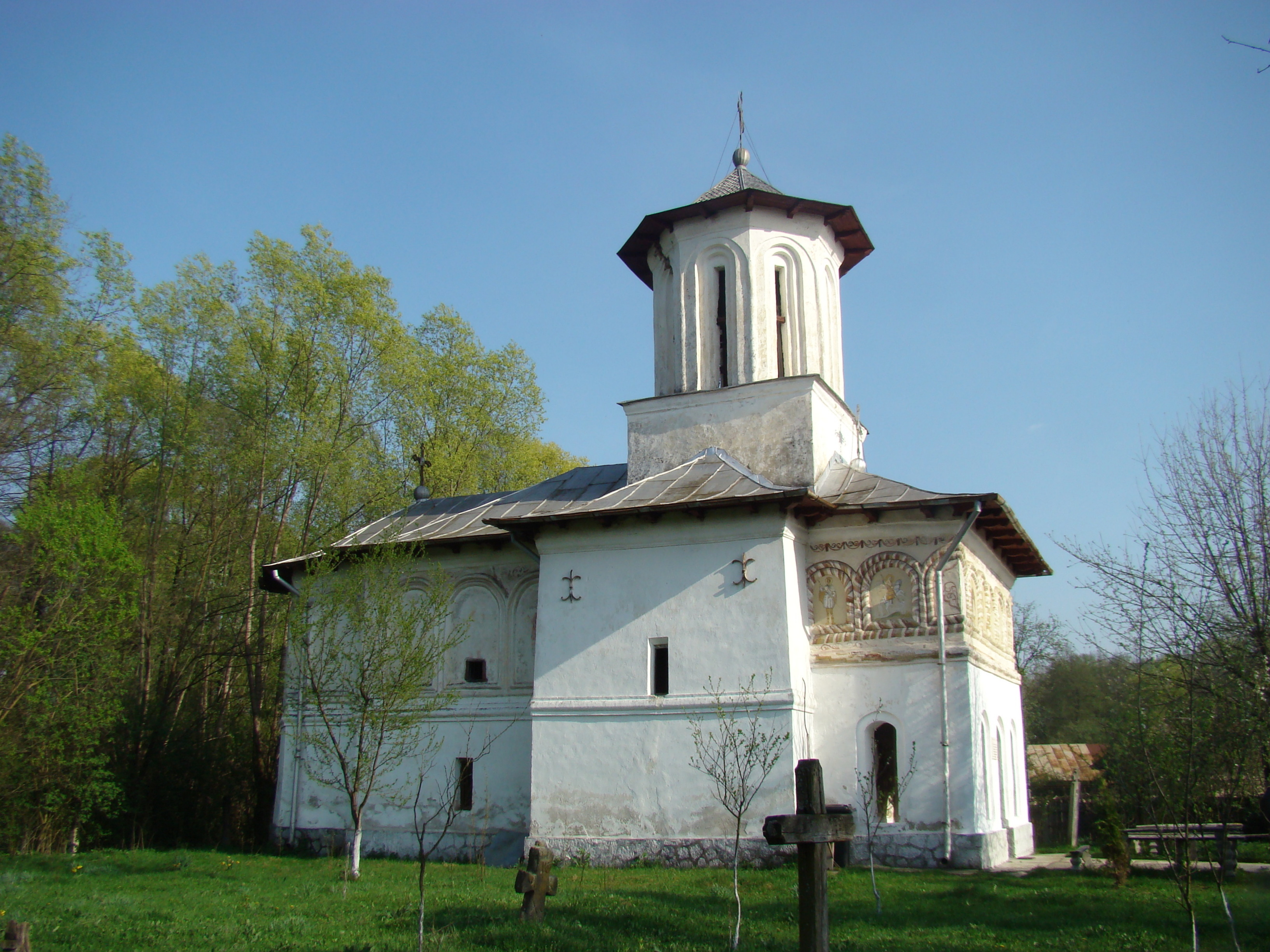
Biserica „Sfântul Ierarh Nicolae” din Brădiceni, comuna Peștișani, județul Gorj, foto: aprilie 2018.

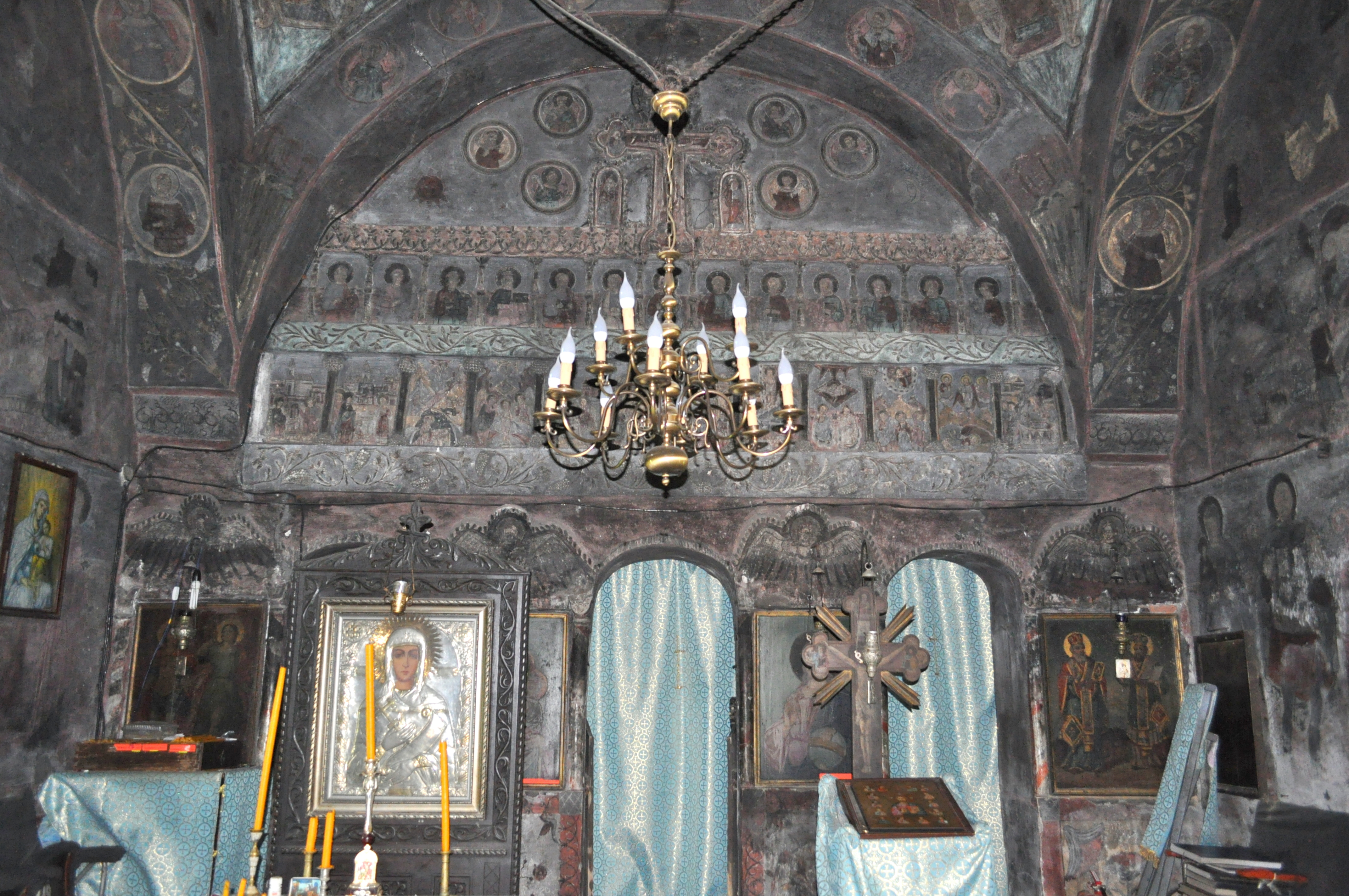
Iconostasul

Biserica „Sfântul Ierarh Nicolae” din Brădiceni, comuna Peștișani, județul Gorj, datează din anul 1739. Biserica se află pe noua listă a monumentelor istorice sub codul LMI:  GJ-II-m-B-09247.

## Istoric și trăsături
Biserica „Sfântul Nicolae" din cătunul Mămăroi, sat Brădiceni, comuna Peștișani a fost ridicată la 1739 și continuată între 1828 și 1832. Pictura, datând de după 1830, a fost parțial refăcută în secolul XX. 
Ctitoria are fațadele pictate cu diverse scene și personaje, o pictură exterioară care după stil pare a fi cea veche (datată de Andrei Paleolog „post 1830") și care este bine vizibilă pe fațada sudică, iar pe fațada nordică sub formă de urme; în schimb, atât exteriorul, cât și interiorul pridvorului, sunt vizibil repictate la o dată recentă. Biserica necesită lucrări de consolidare și restaurare, inclusiv a picturii.

## Imagini din exterior

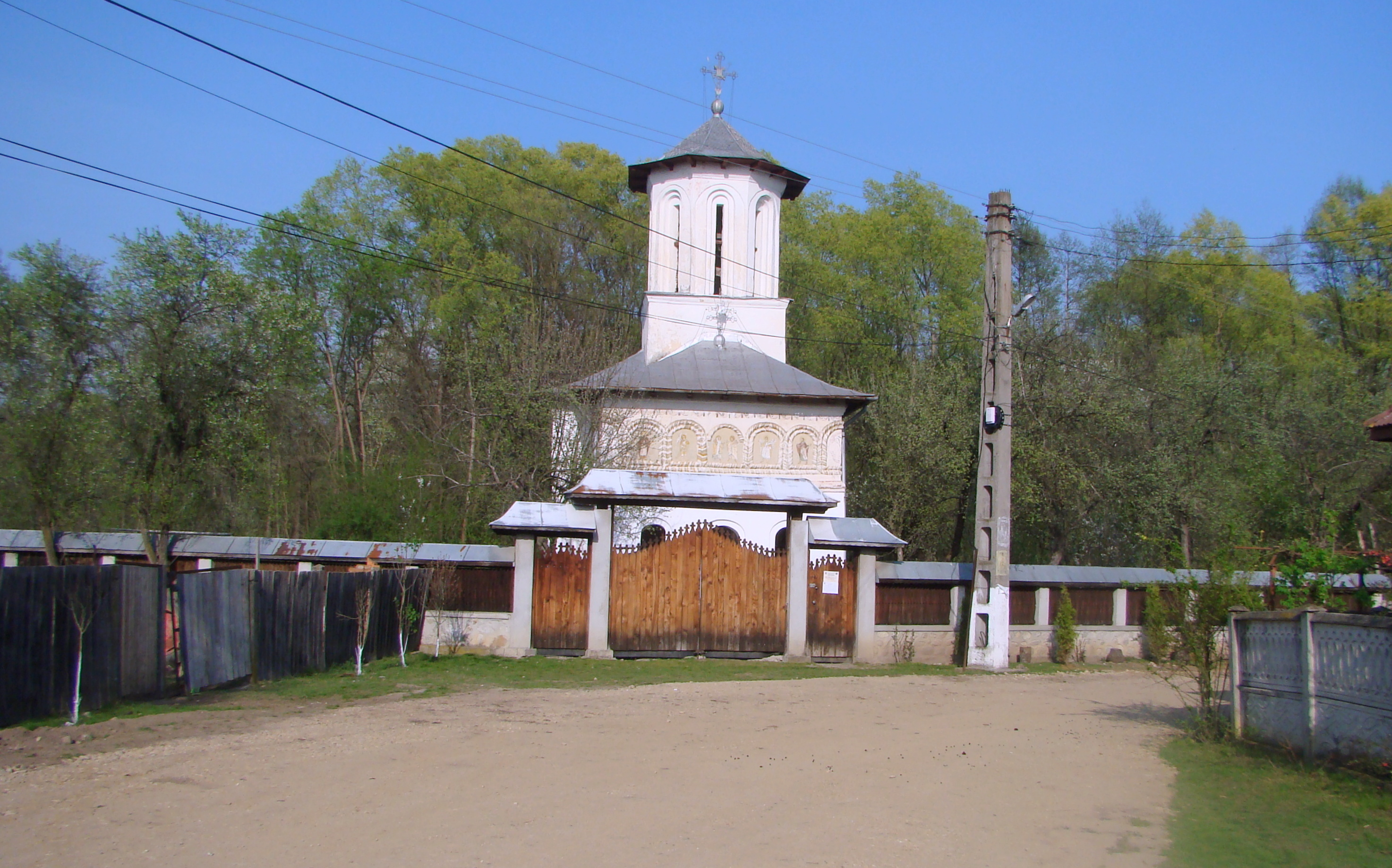
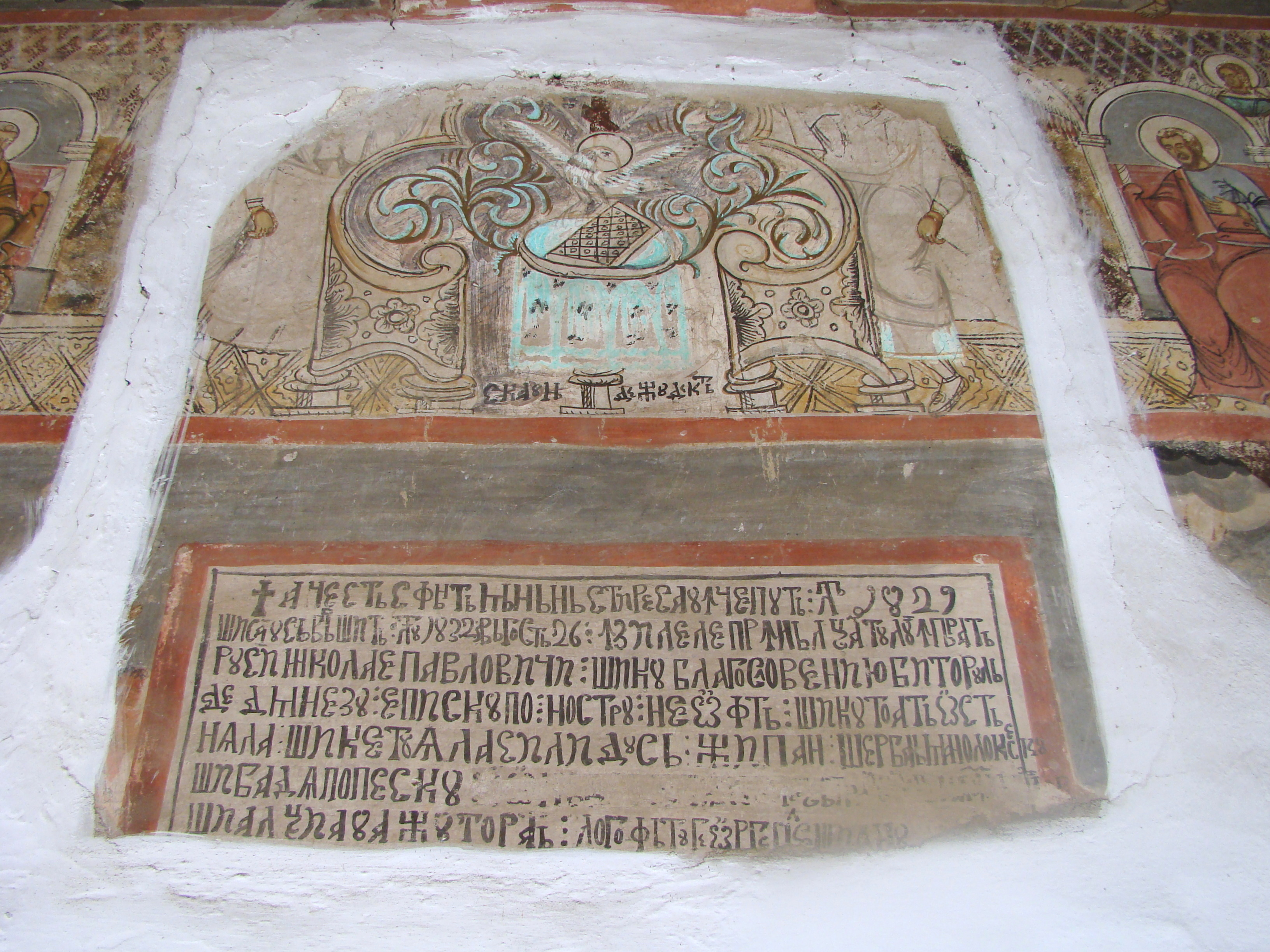
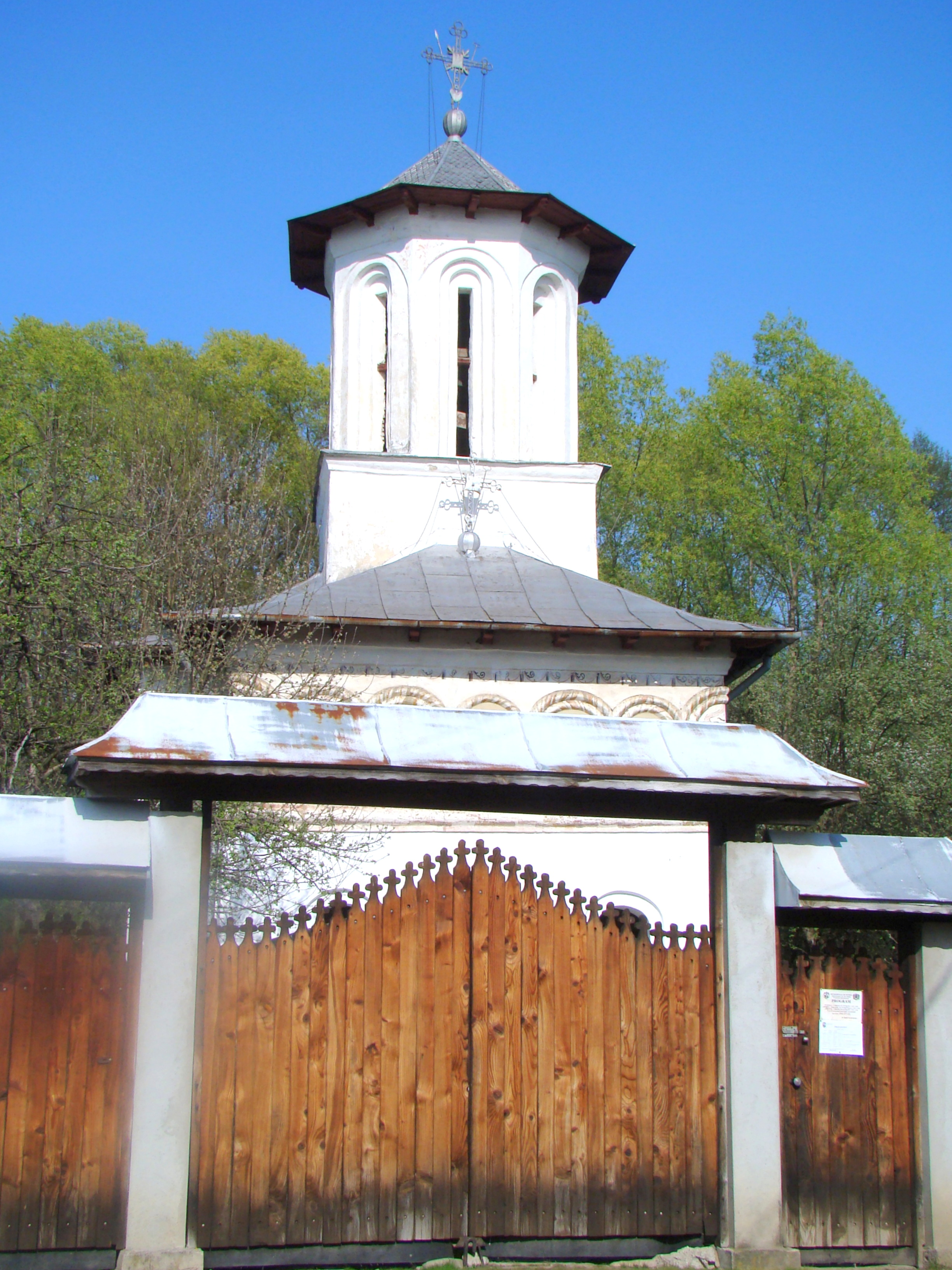
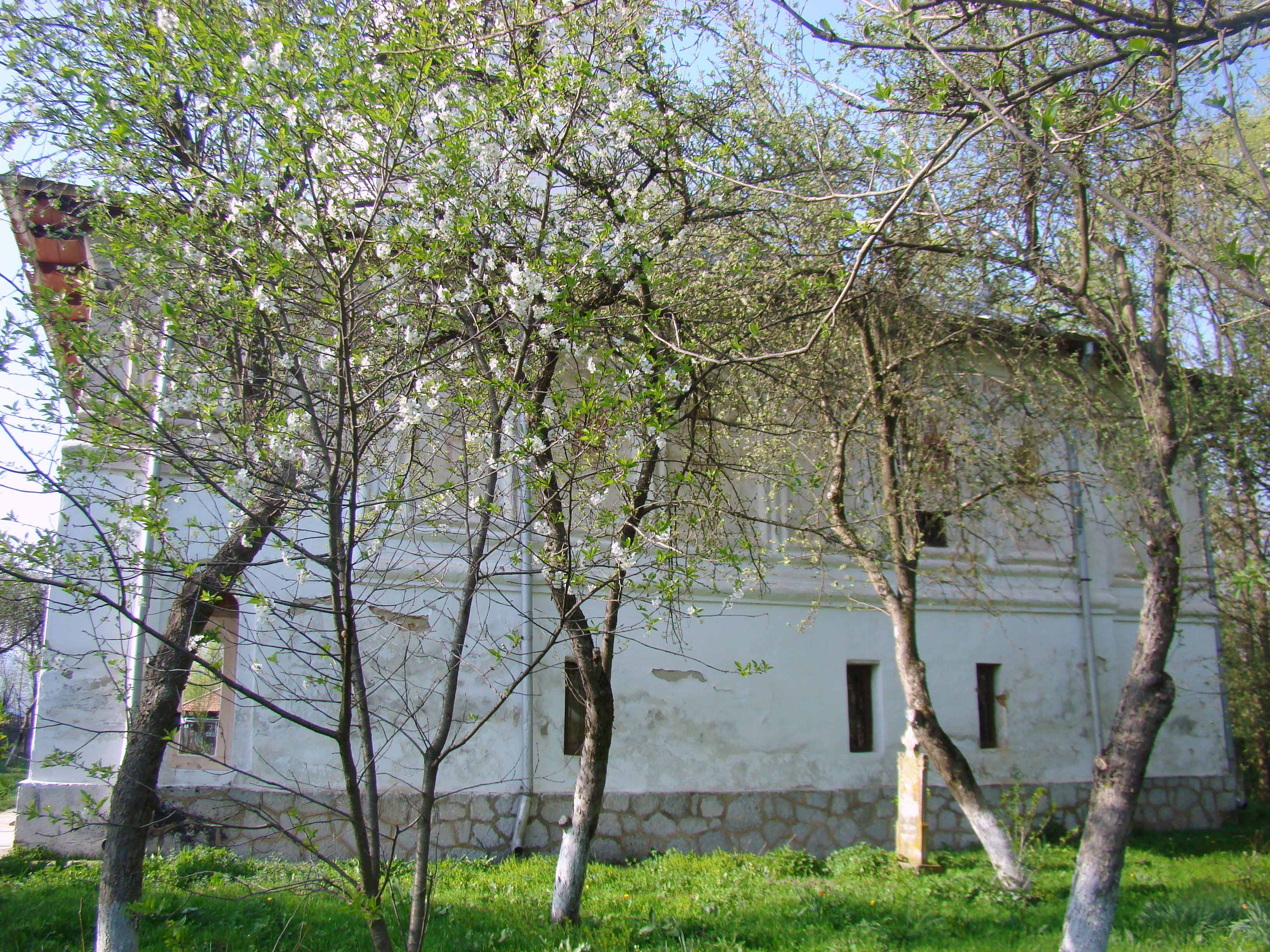
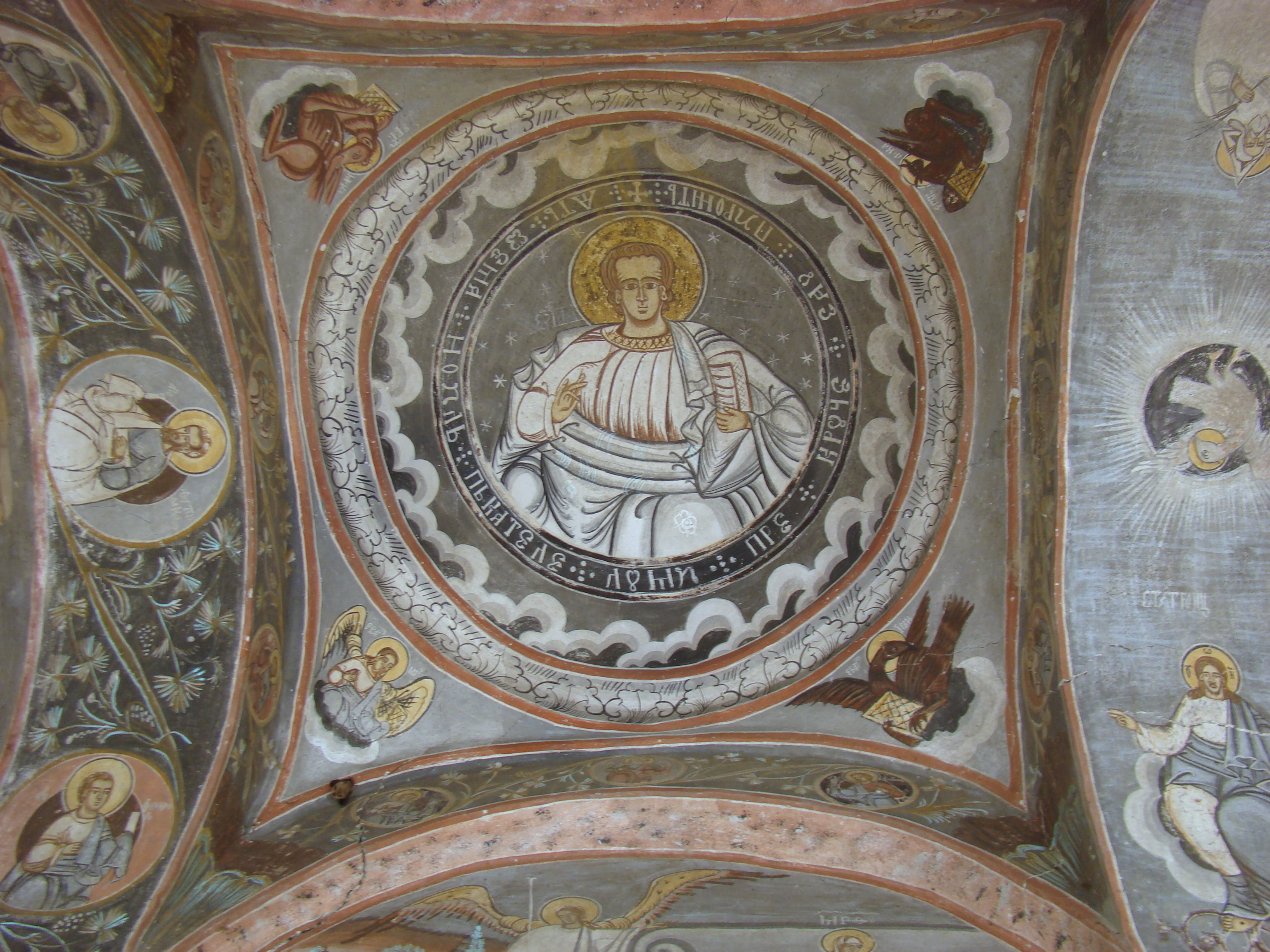
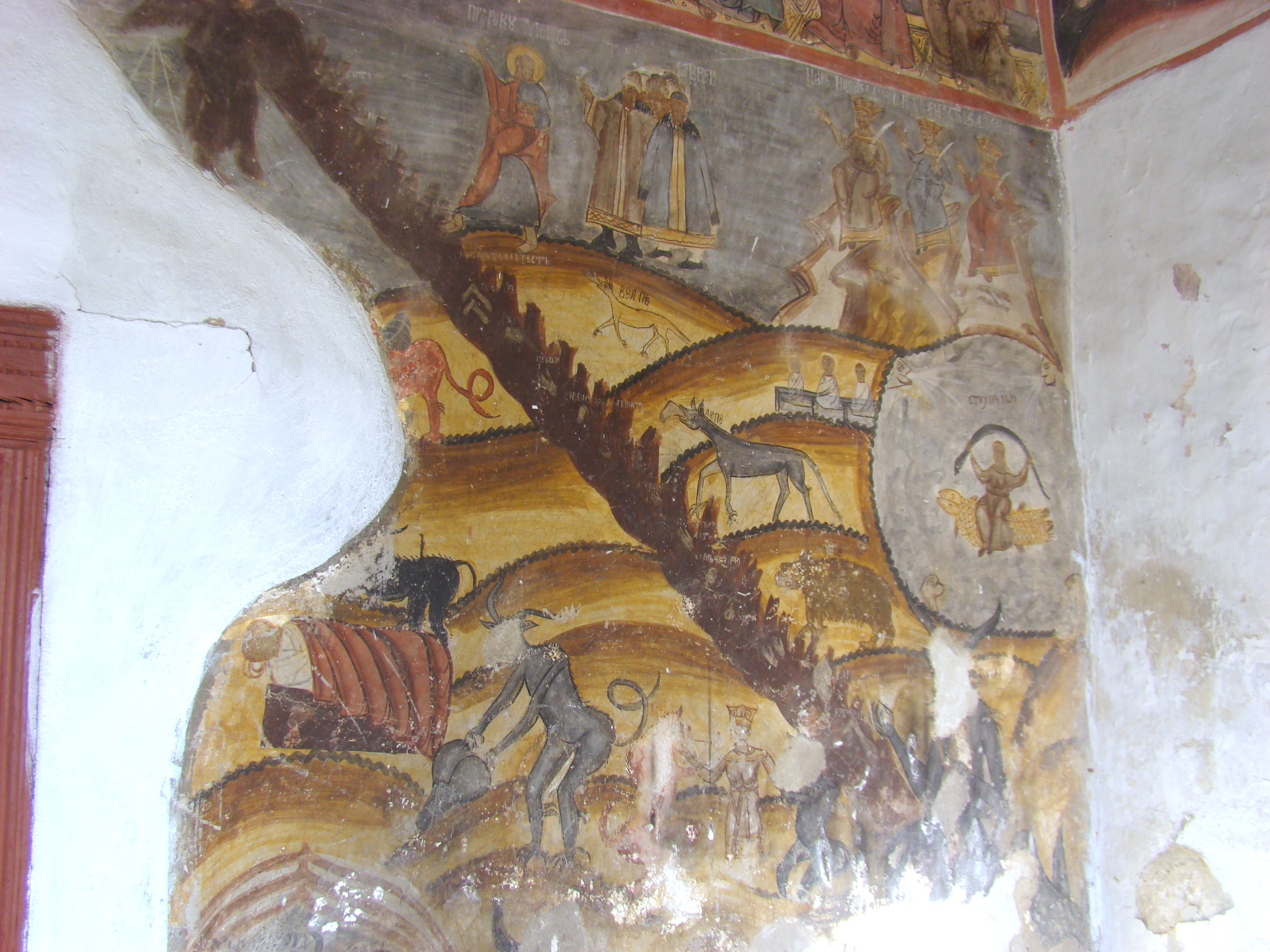
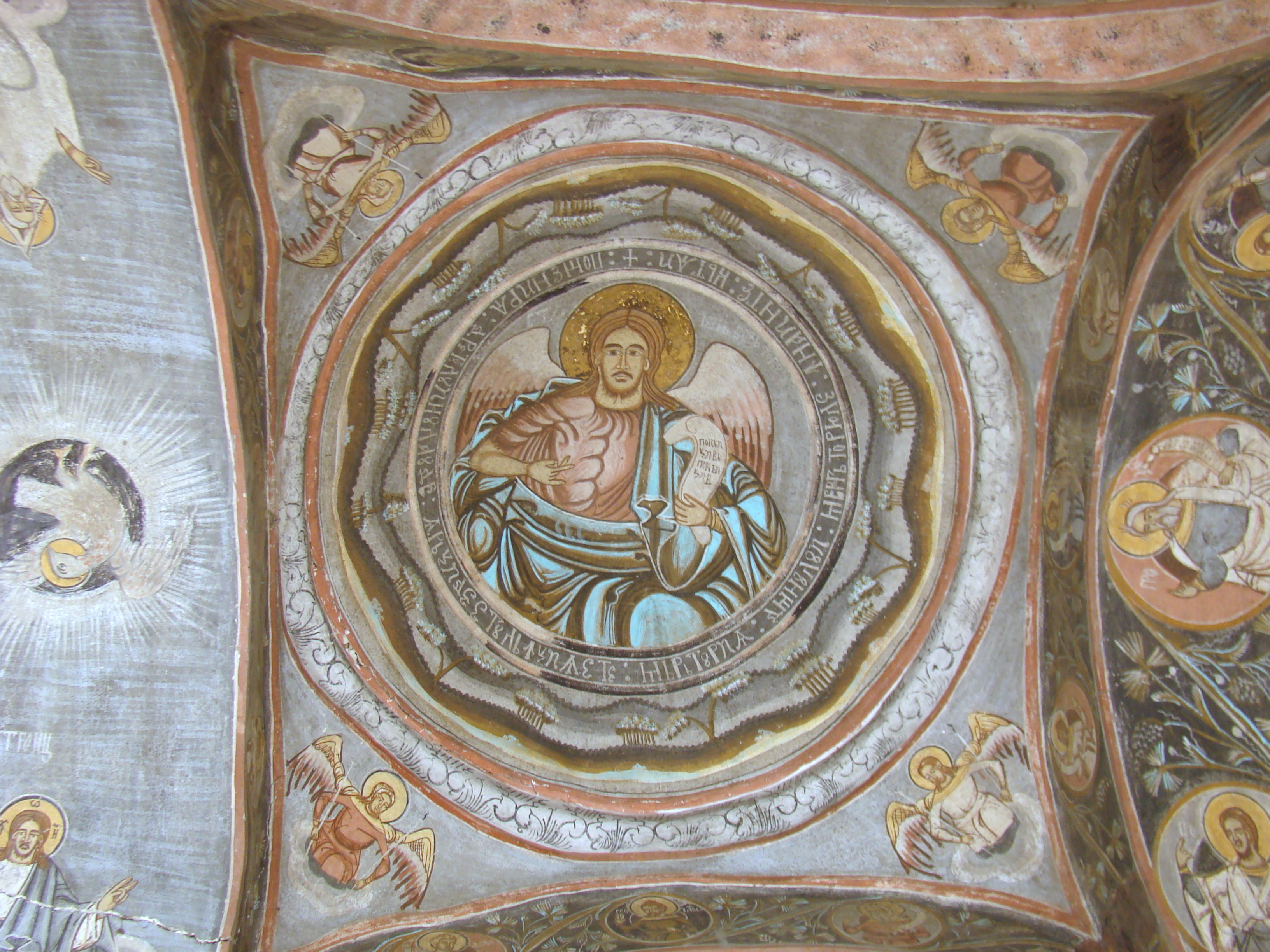
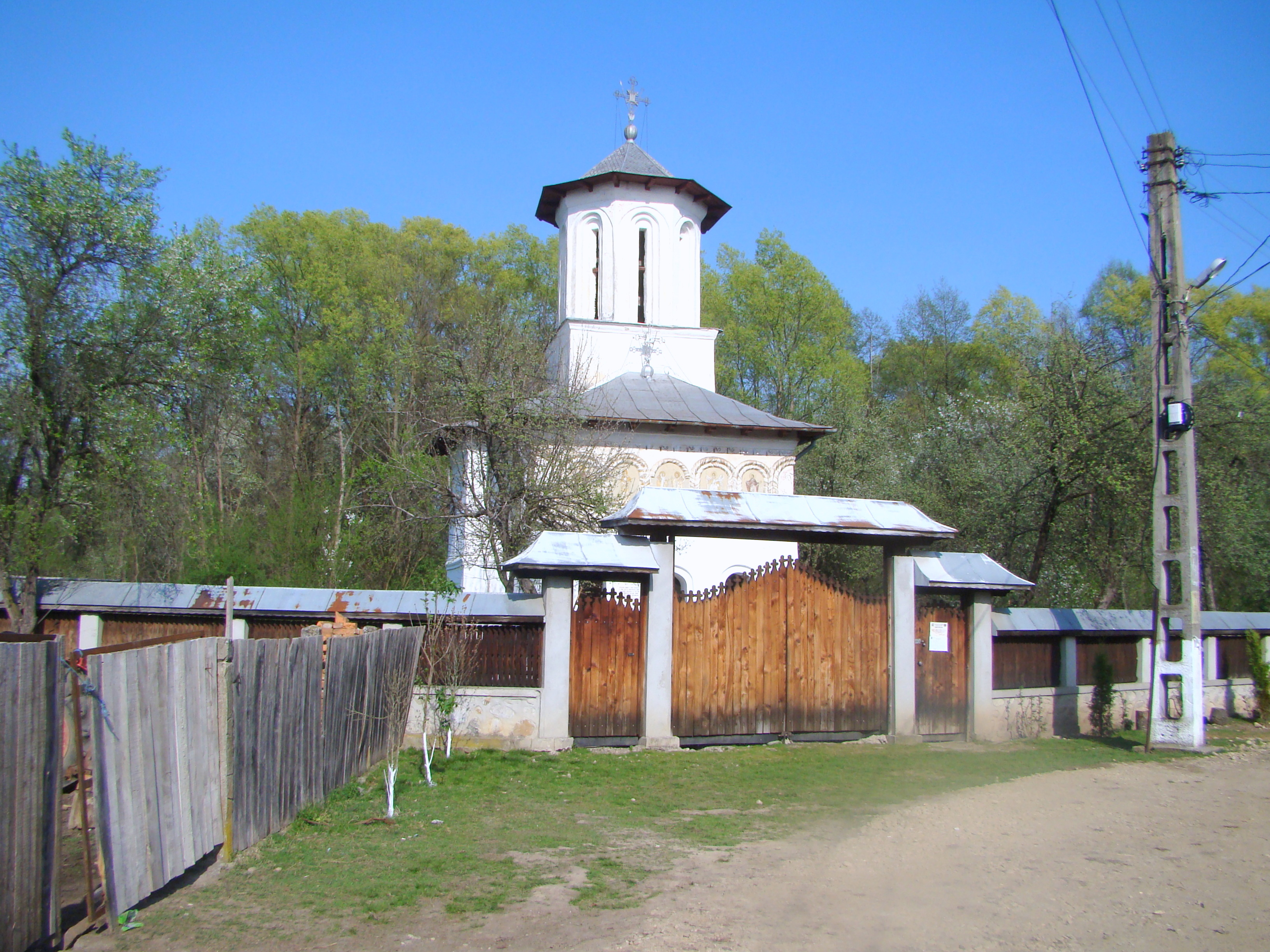
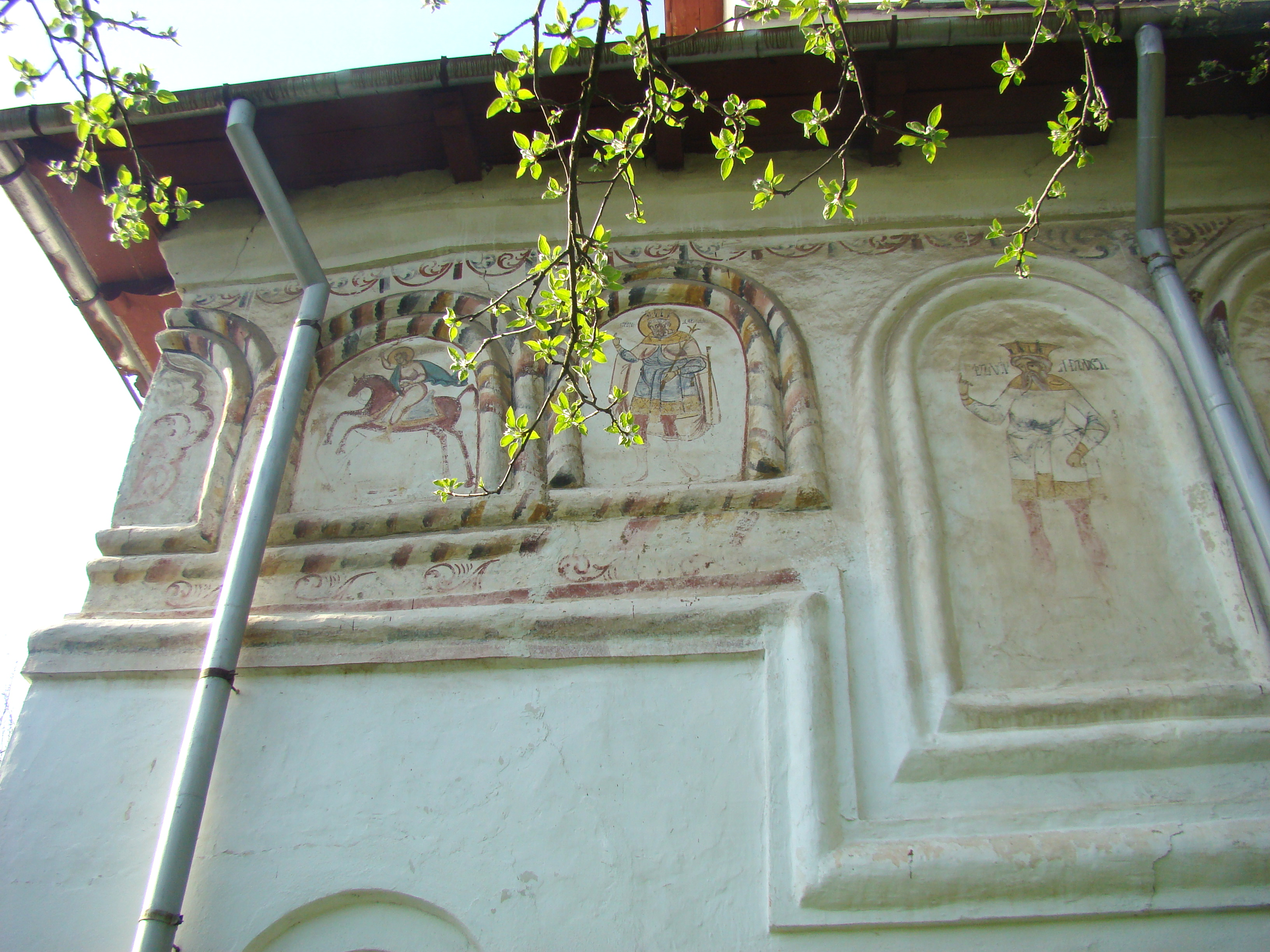
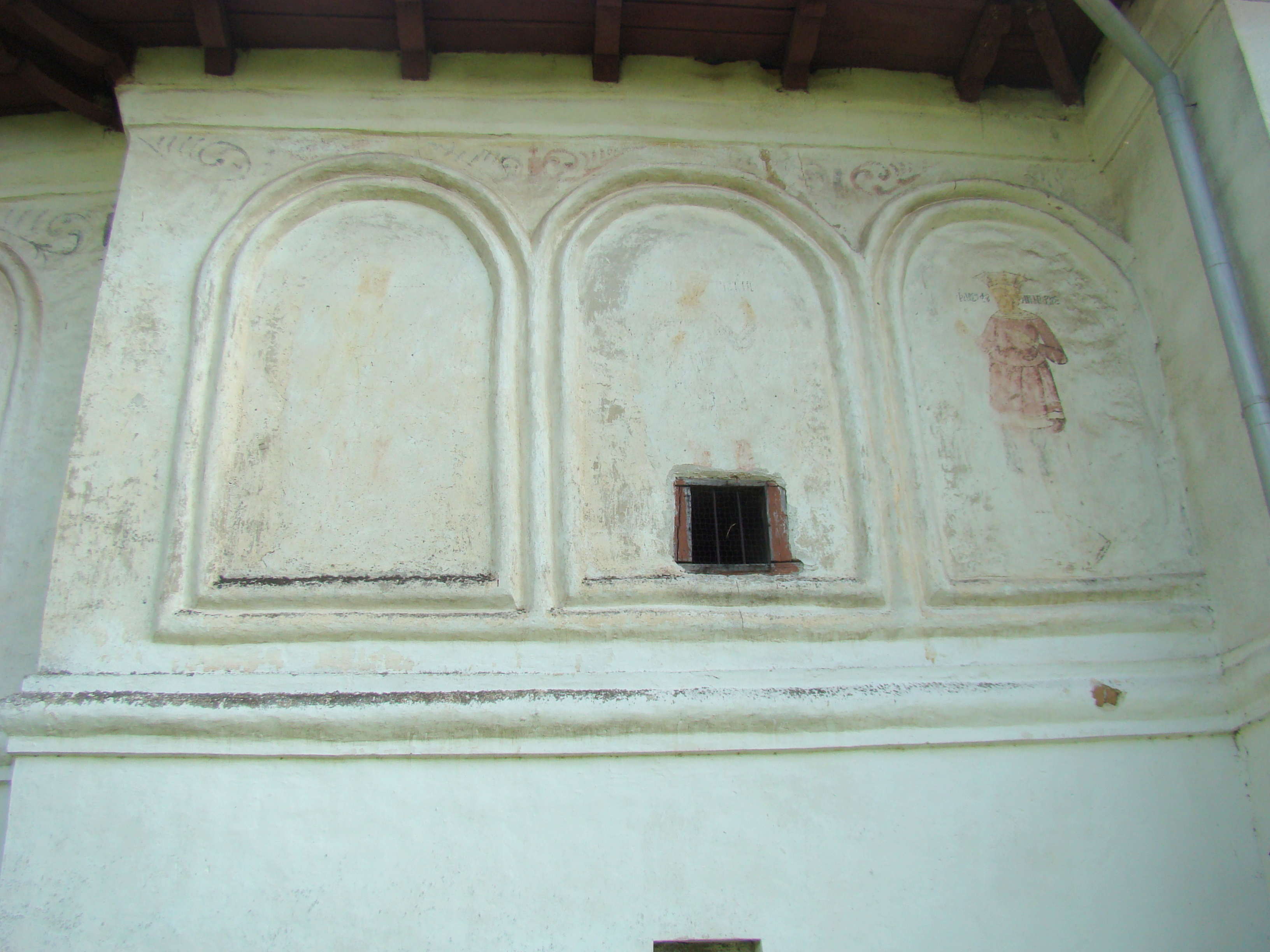
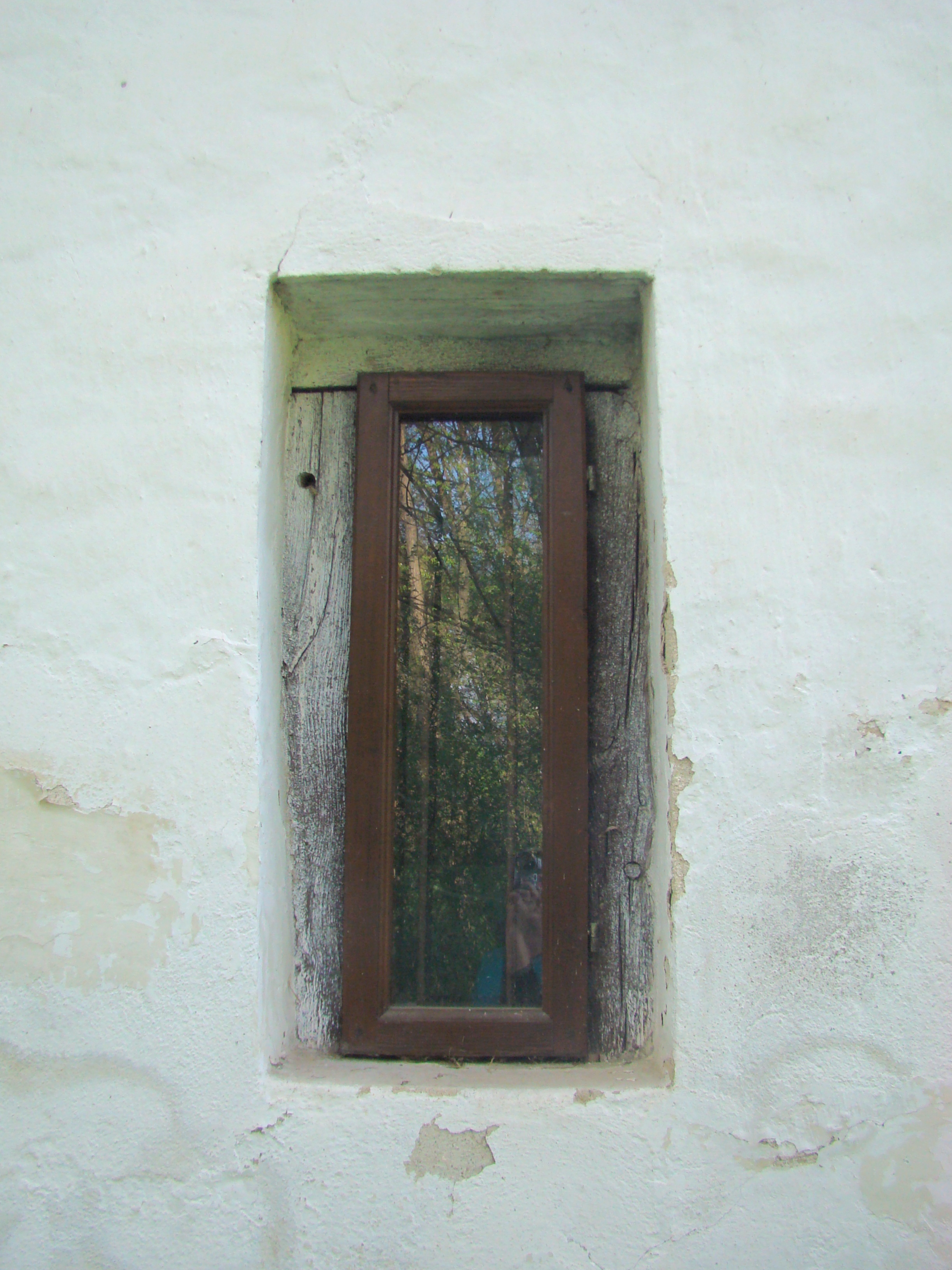
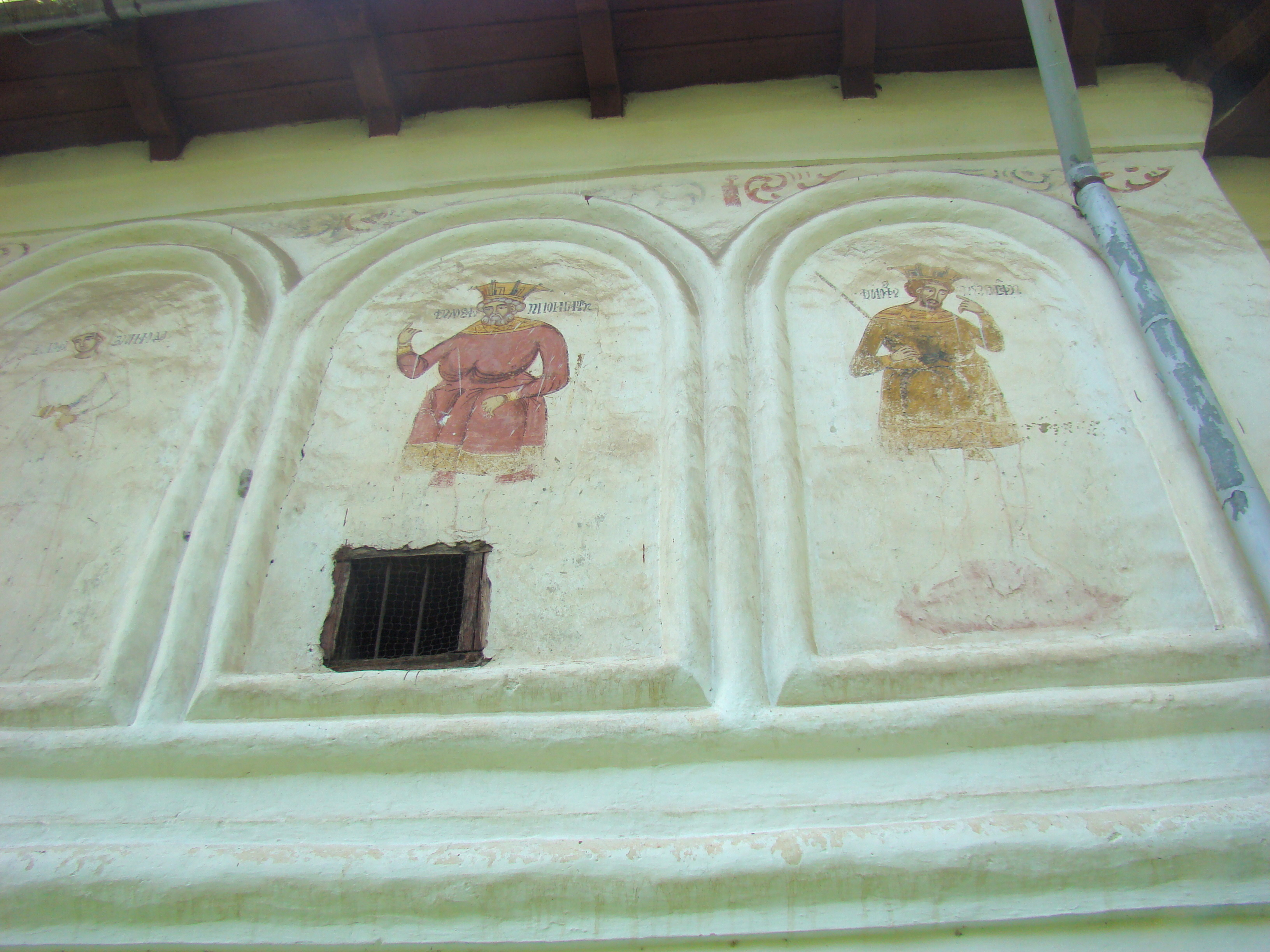
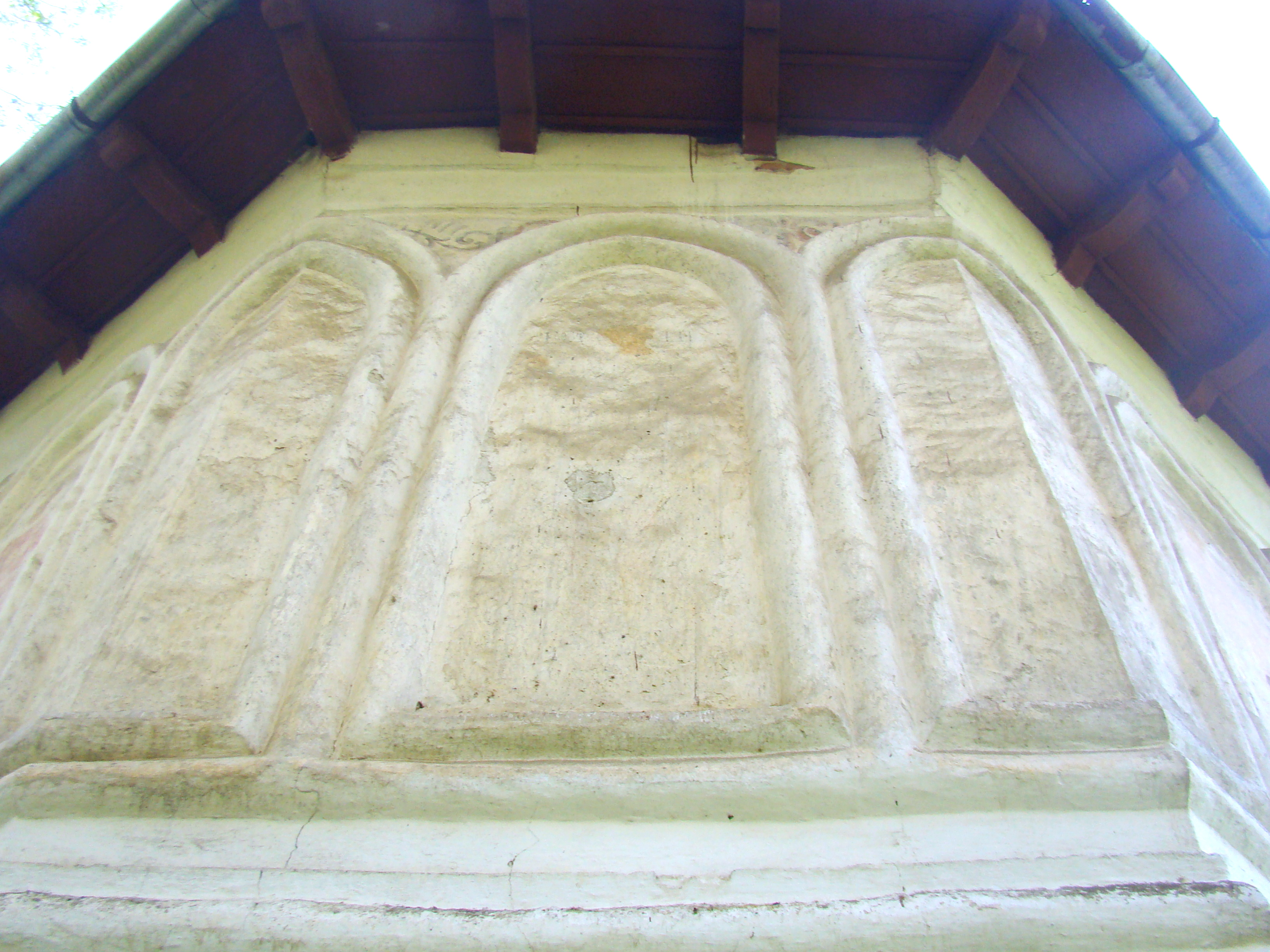
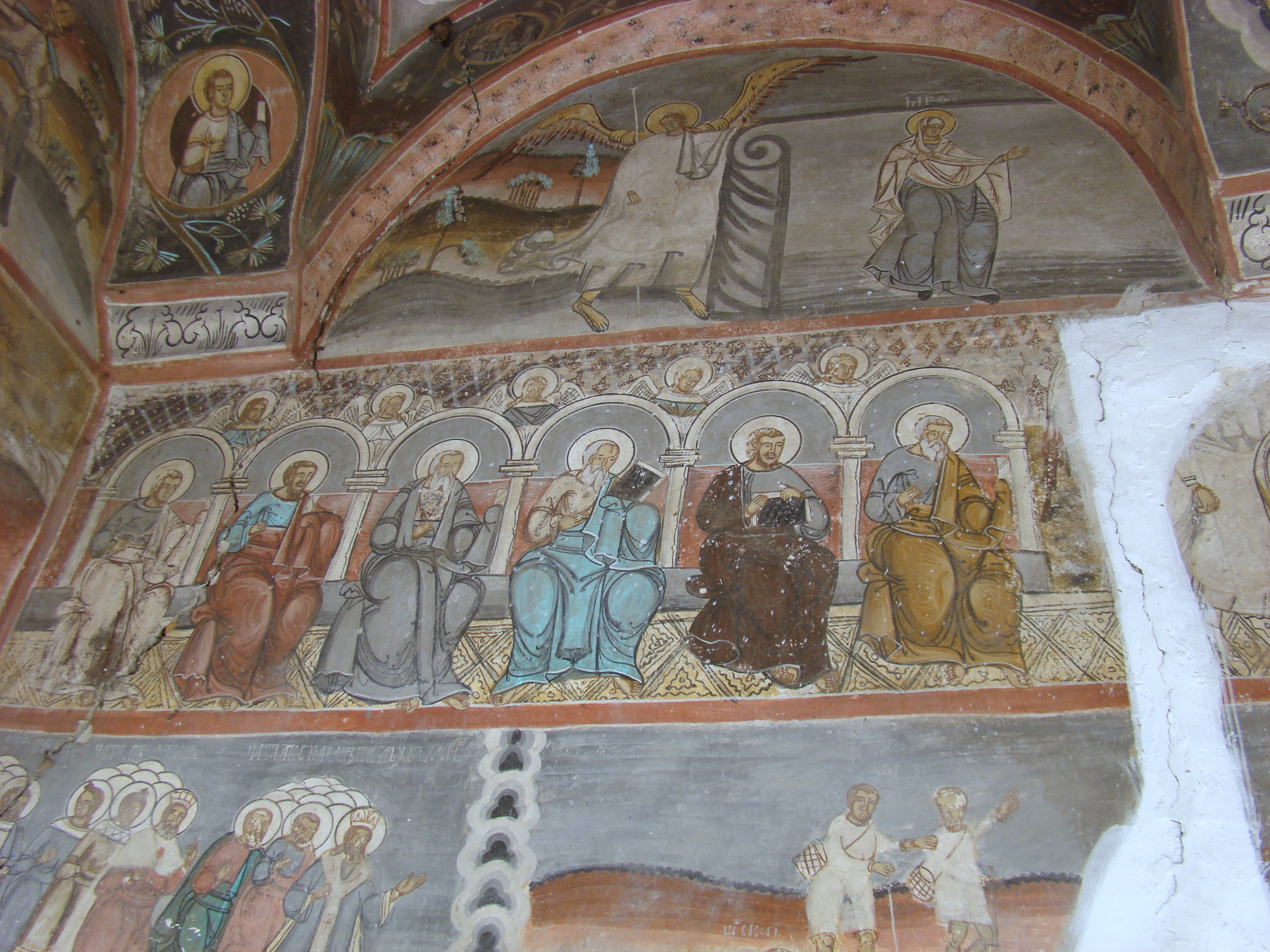
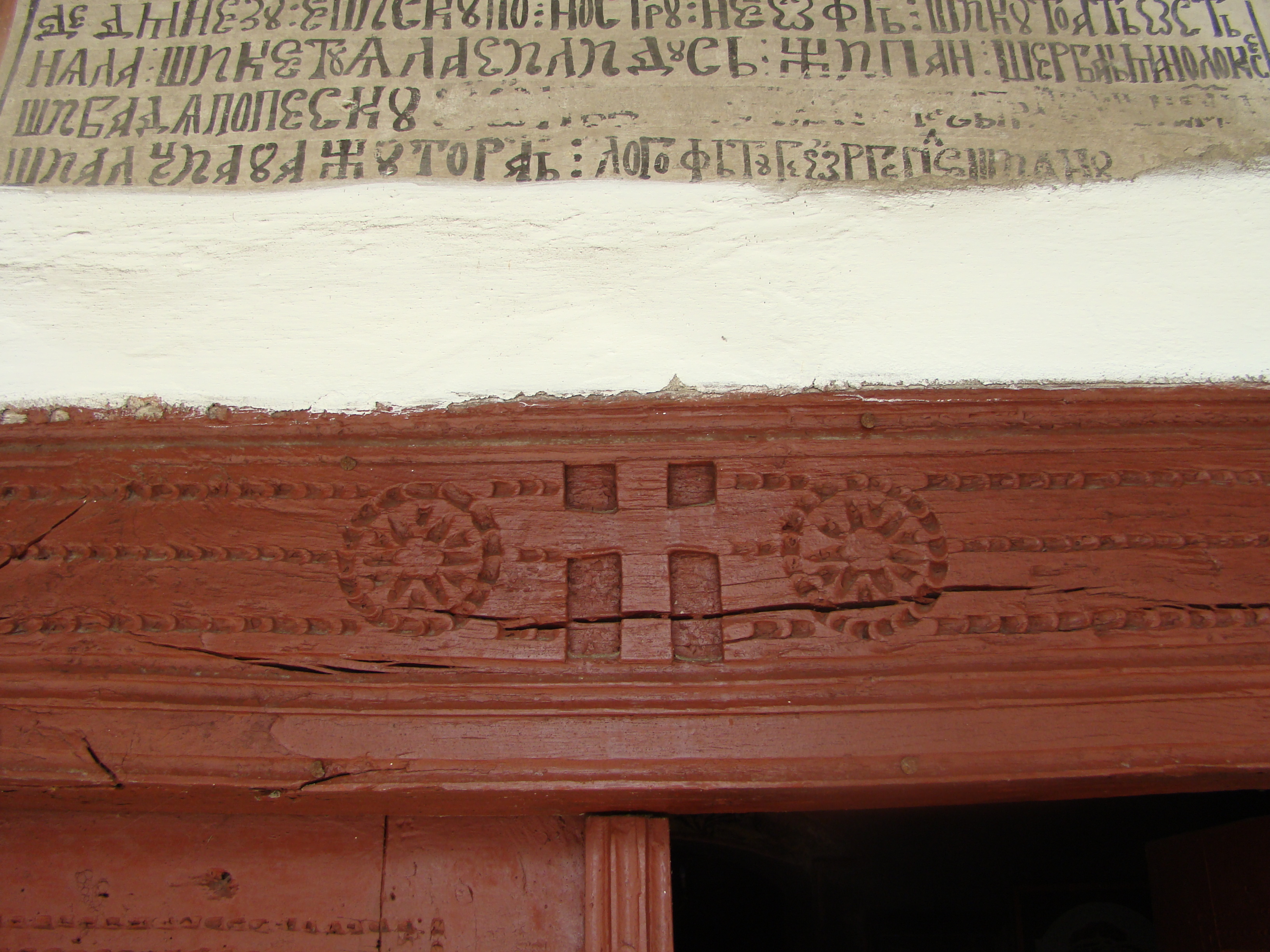
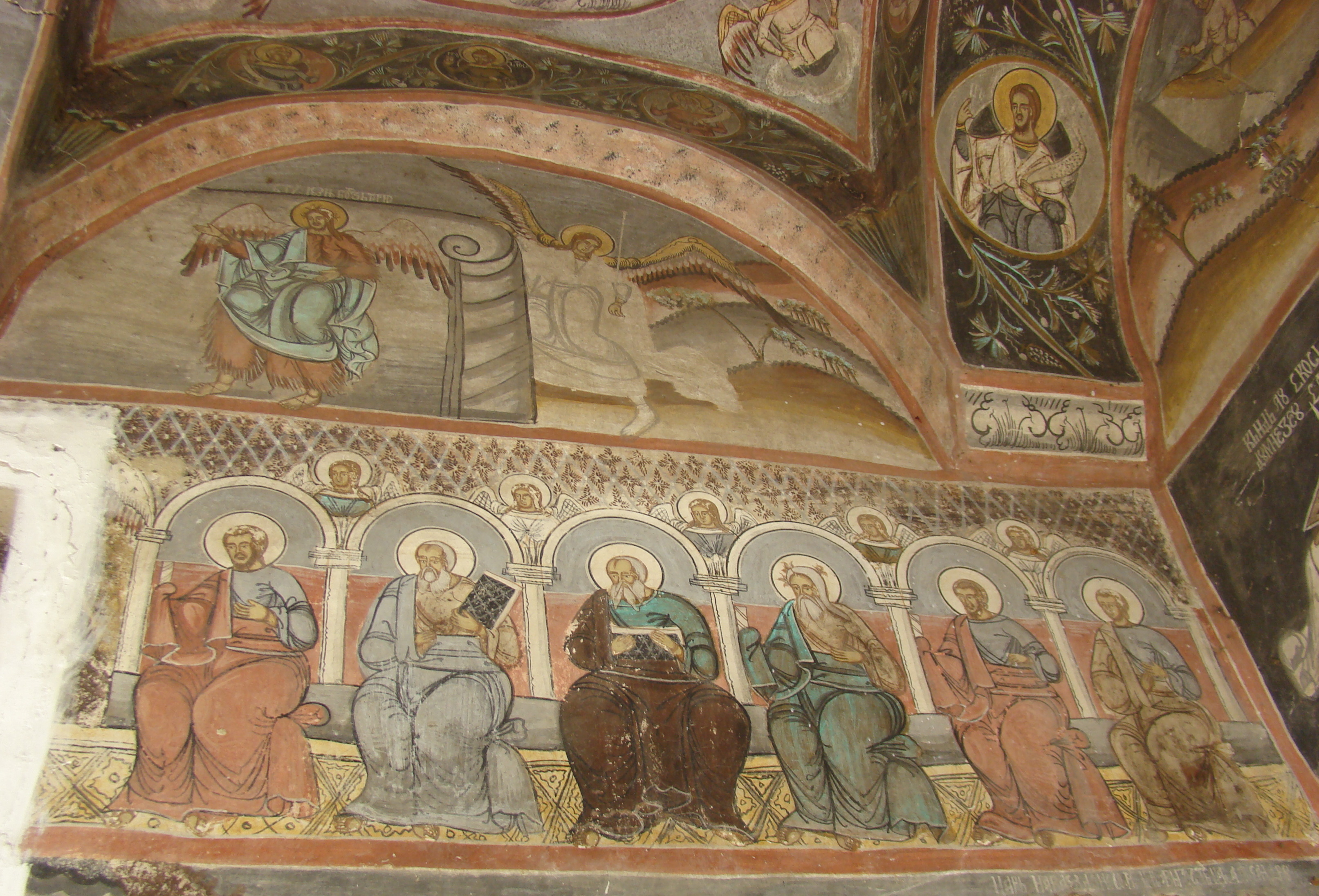
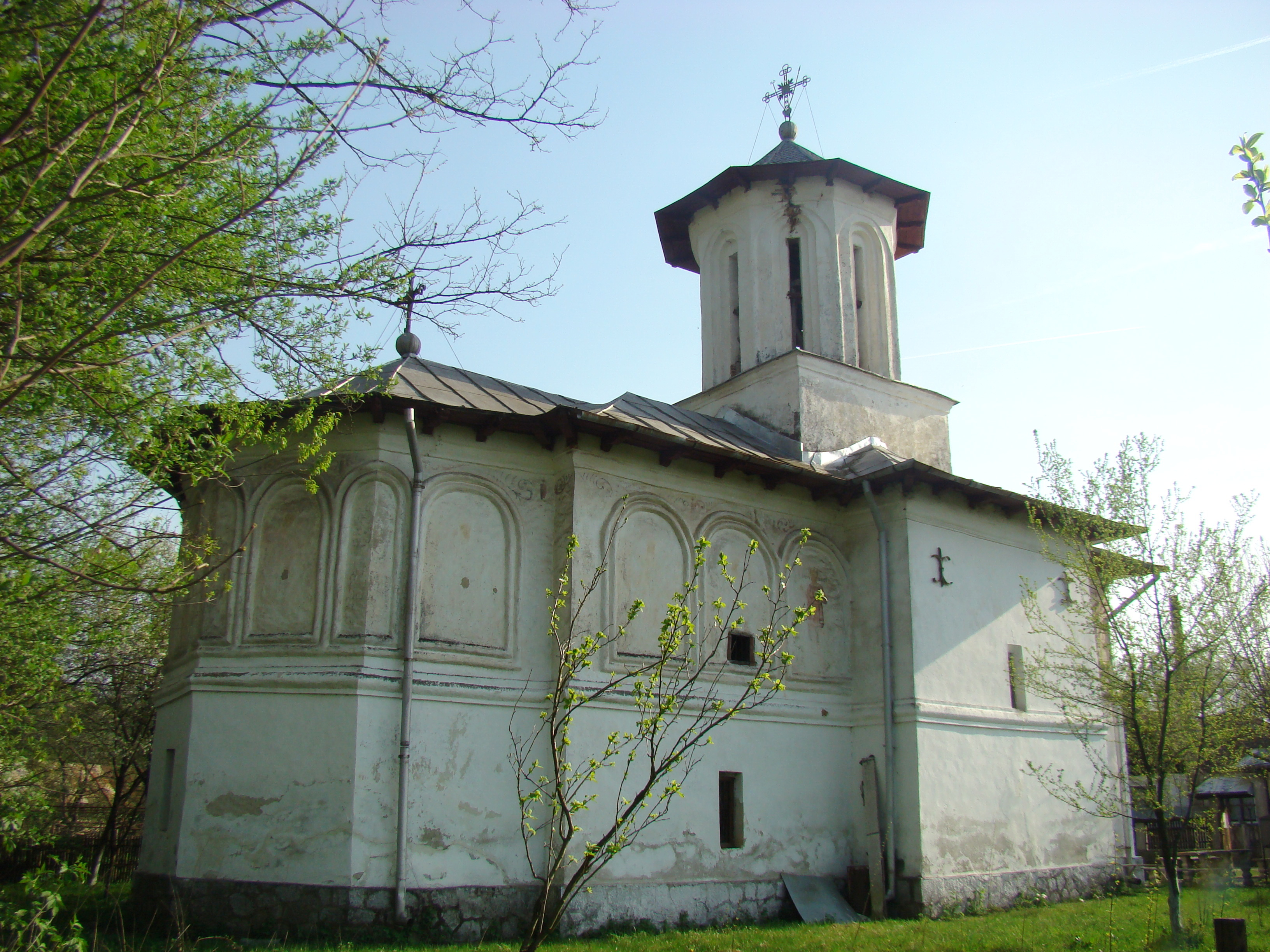
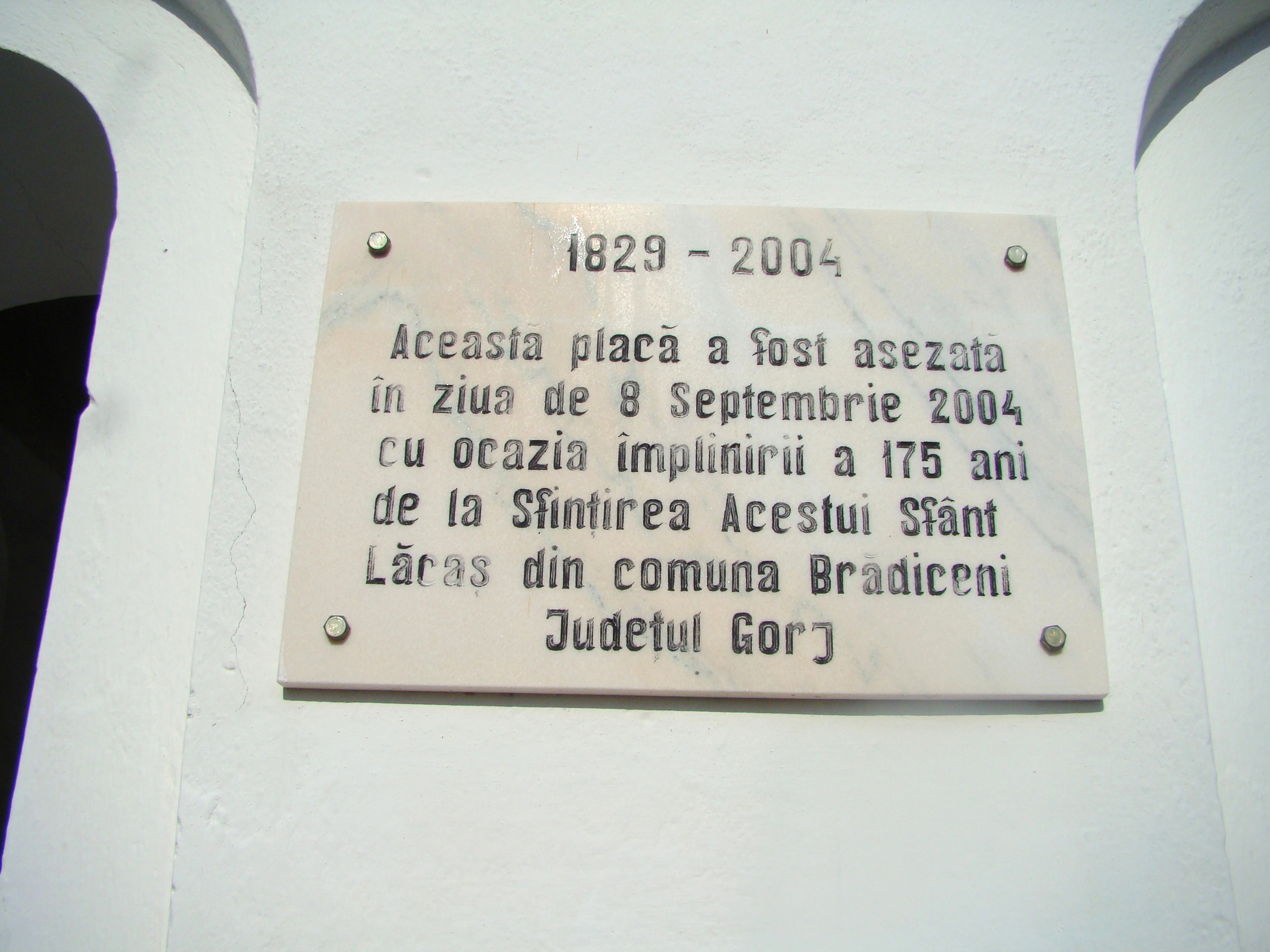
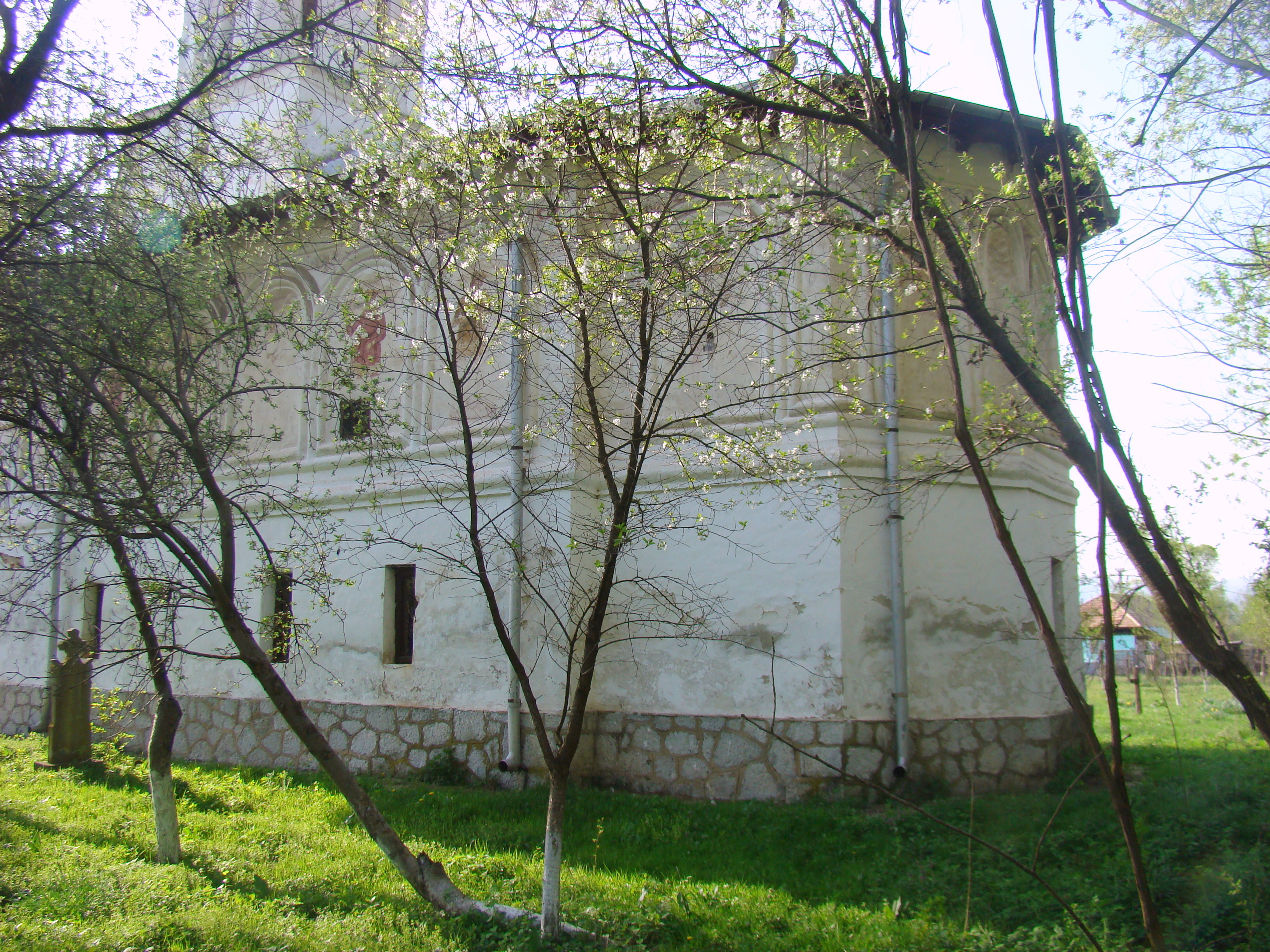
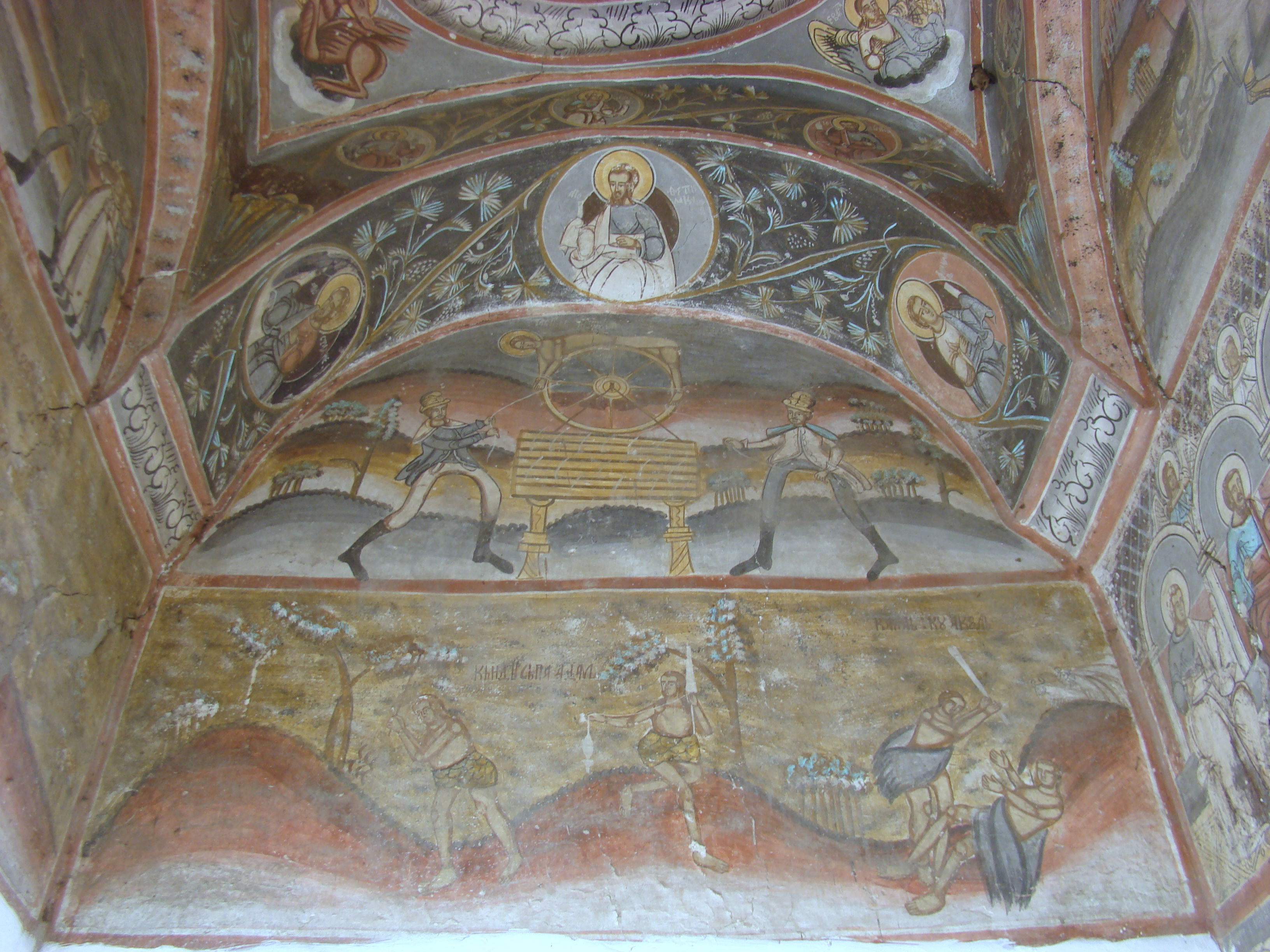
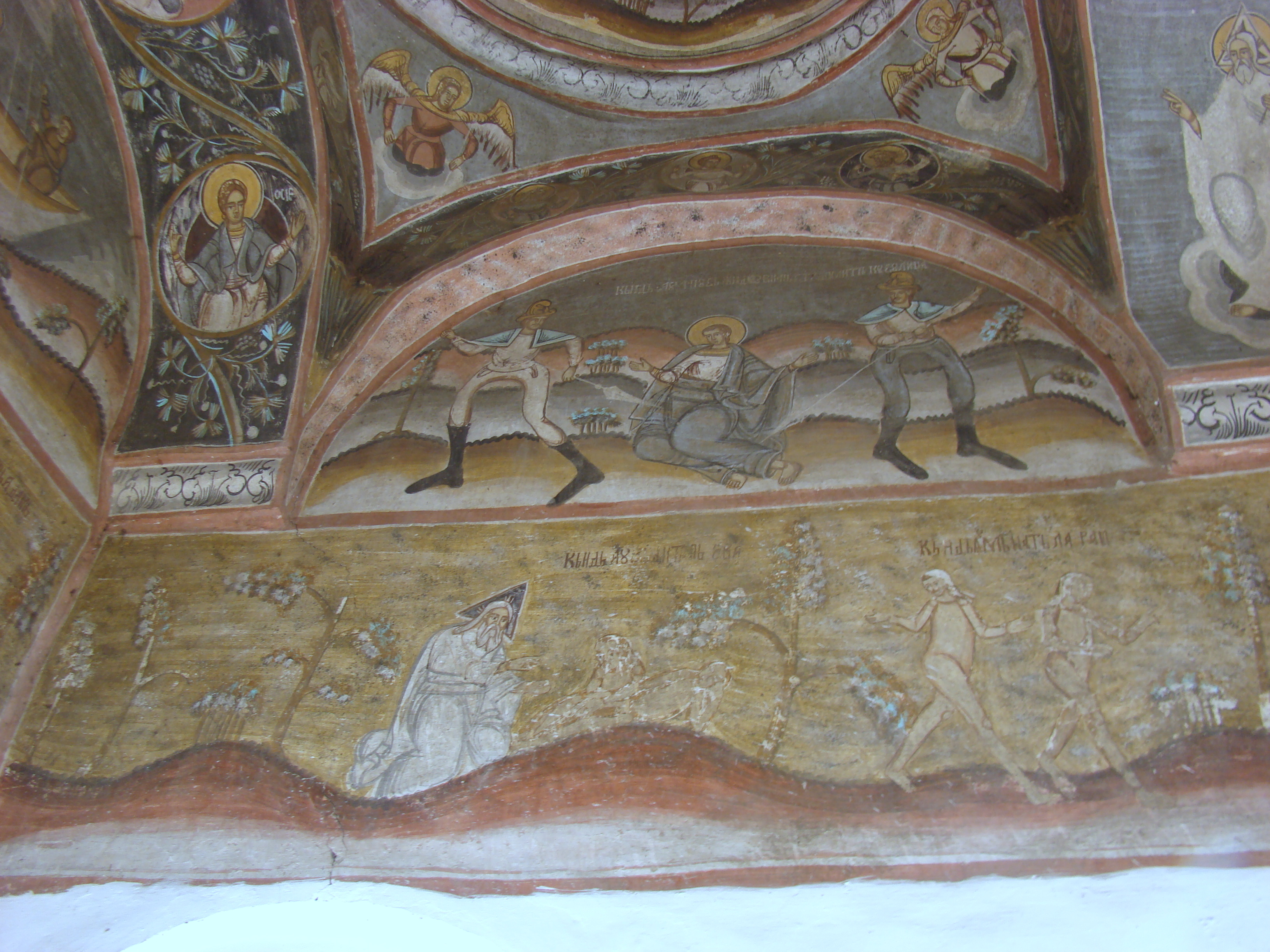
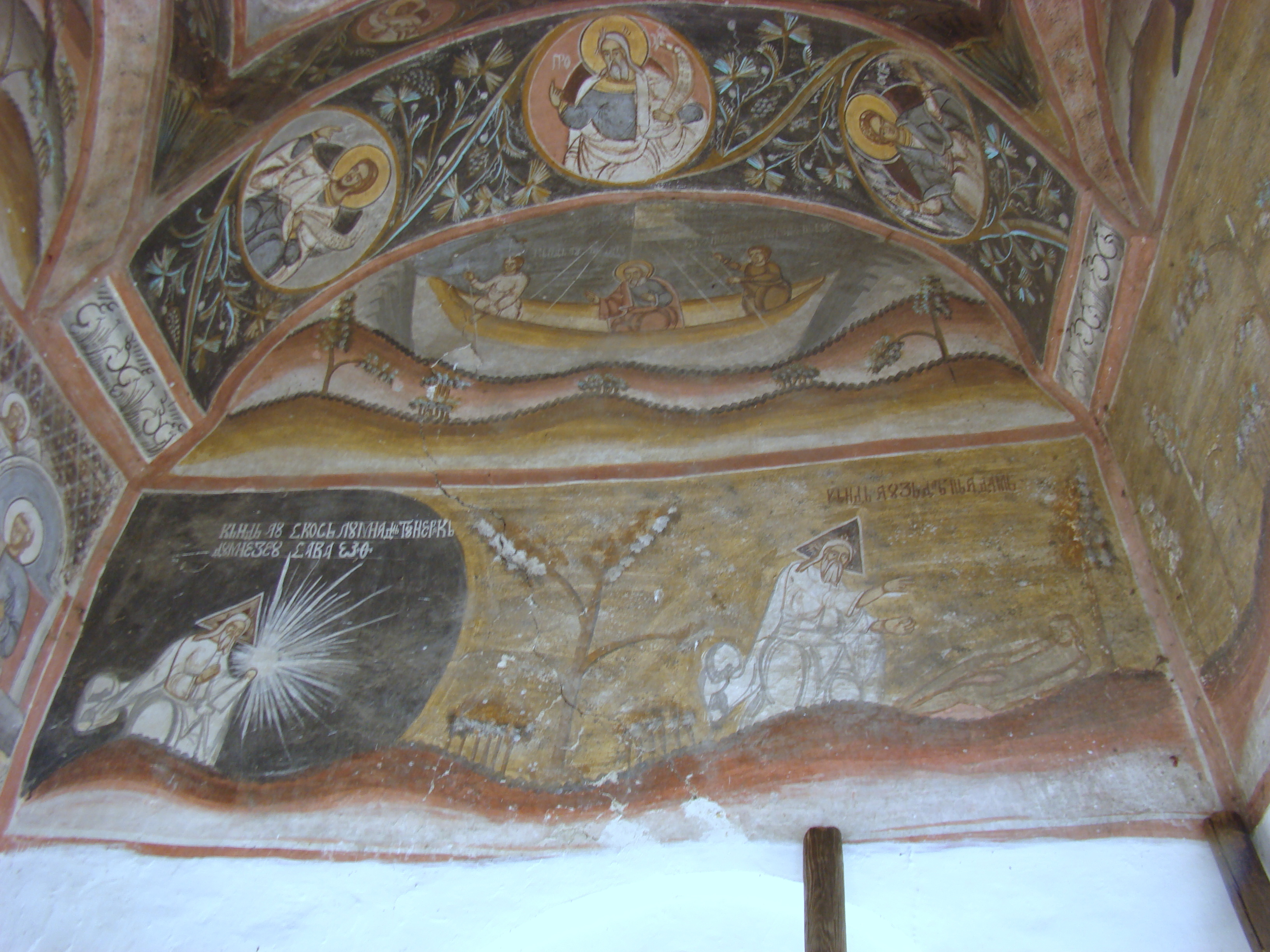
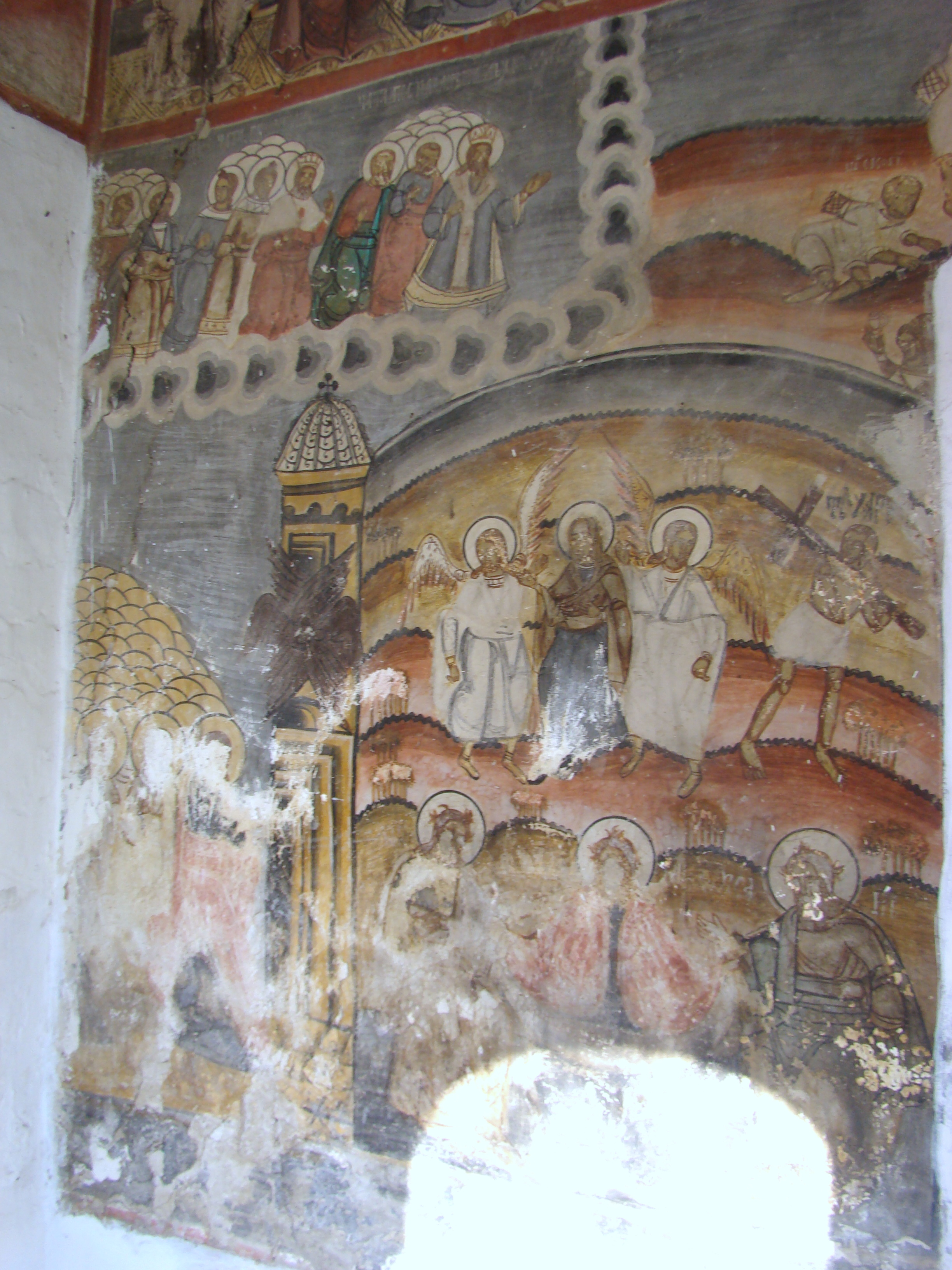

## Imagini din interior

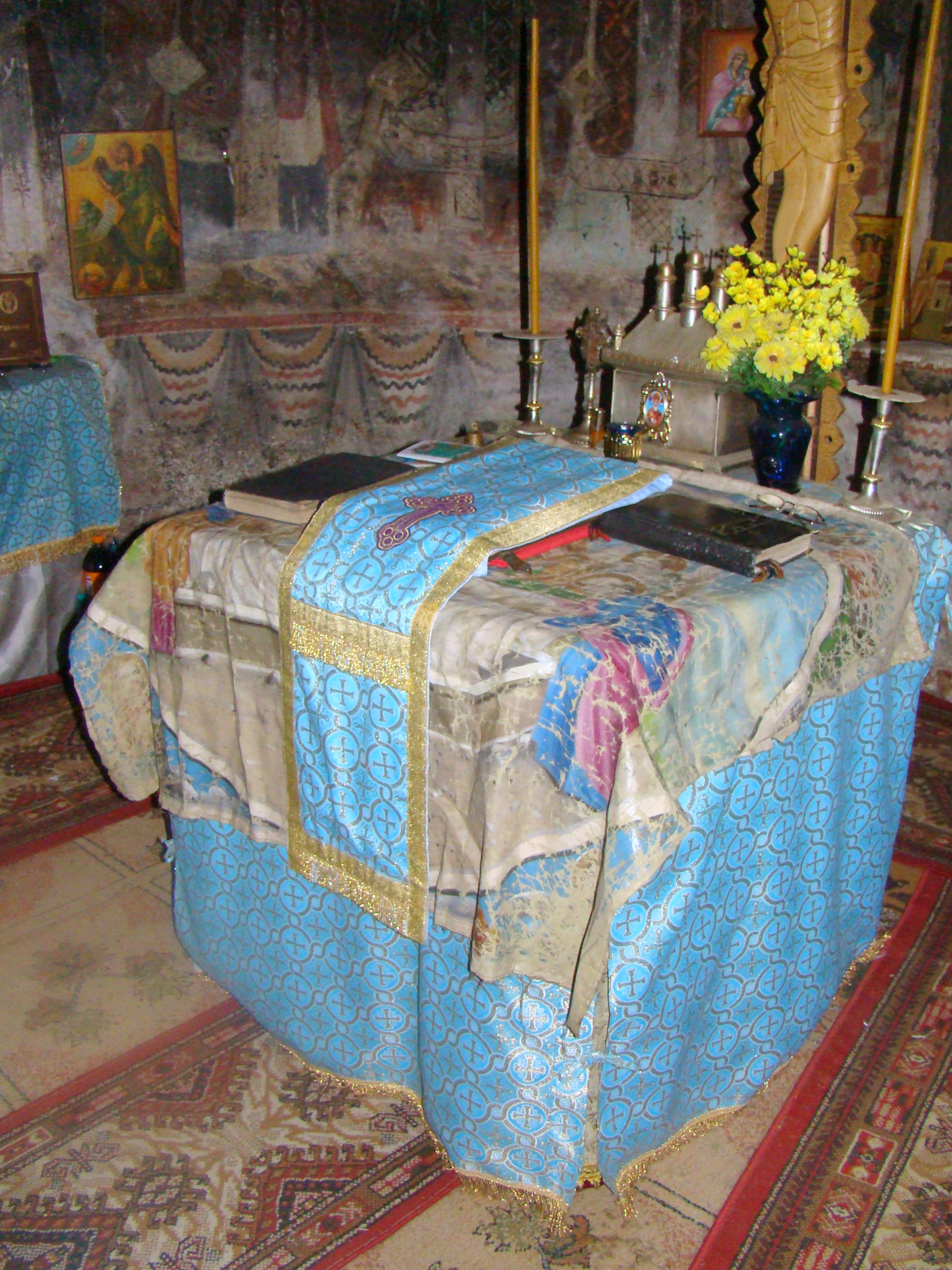
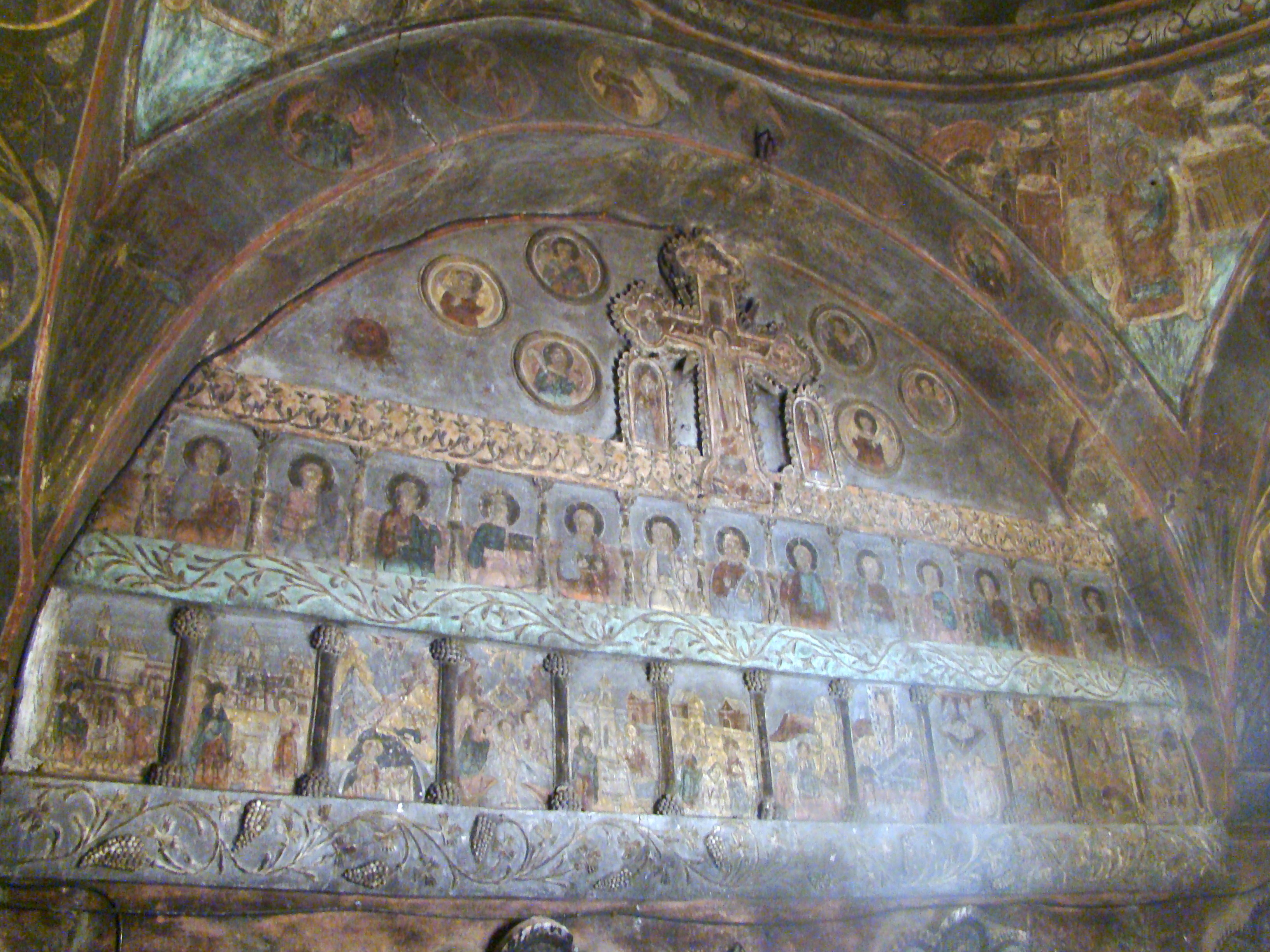
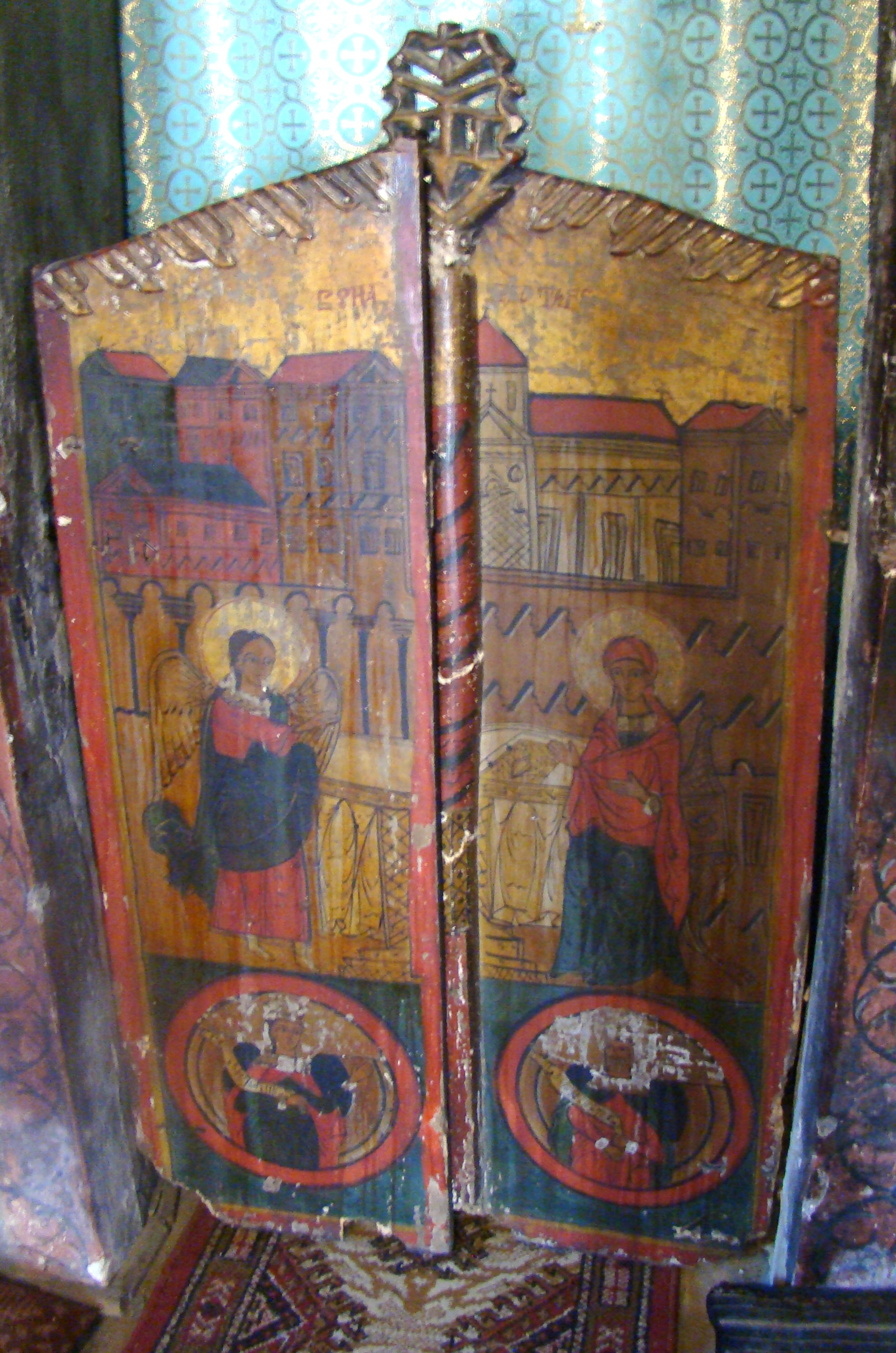
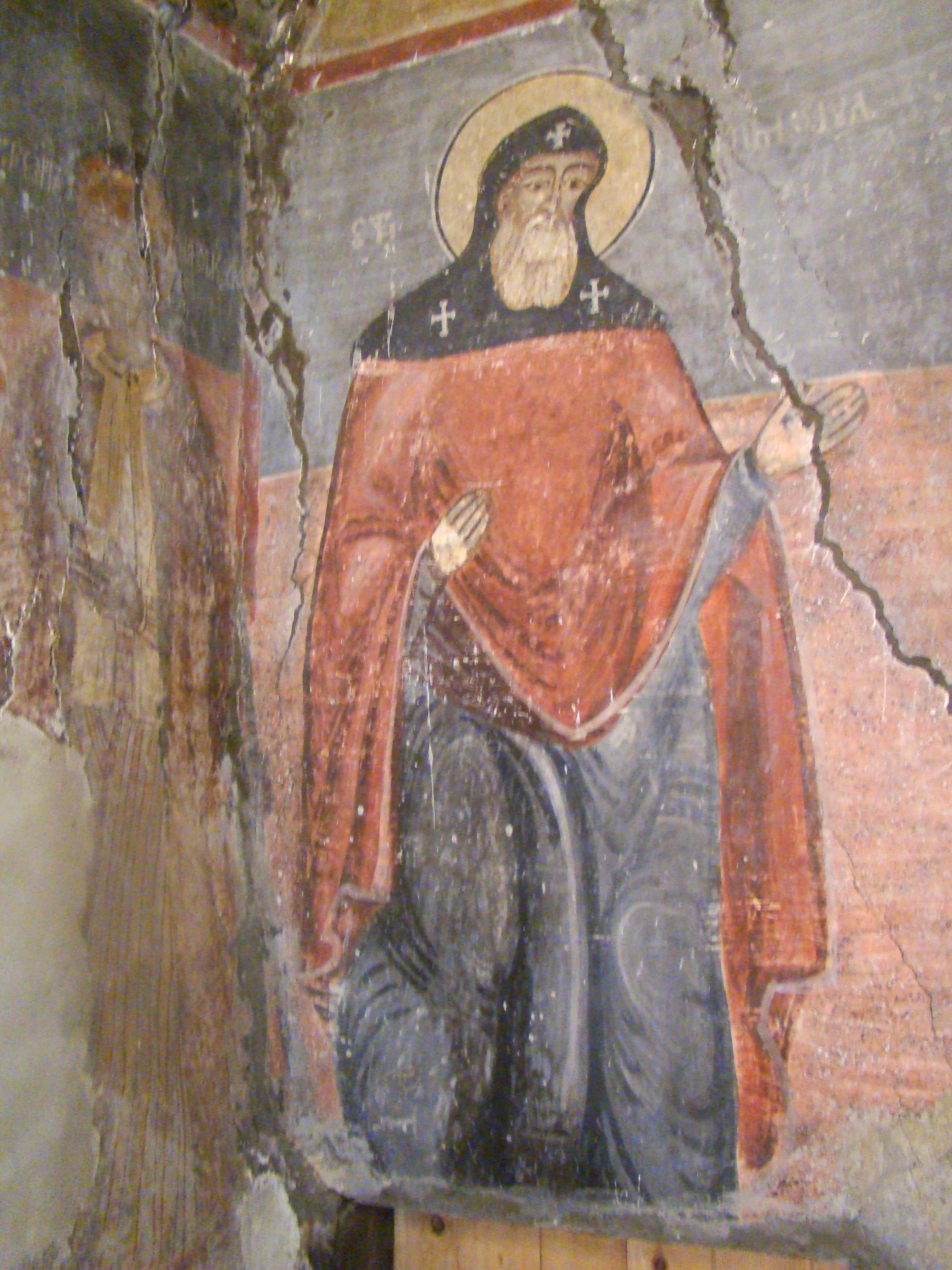
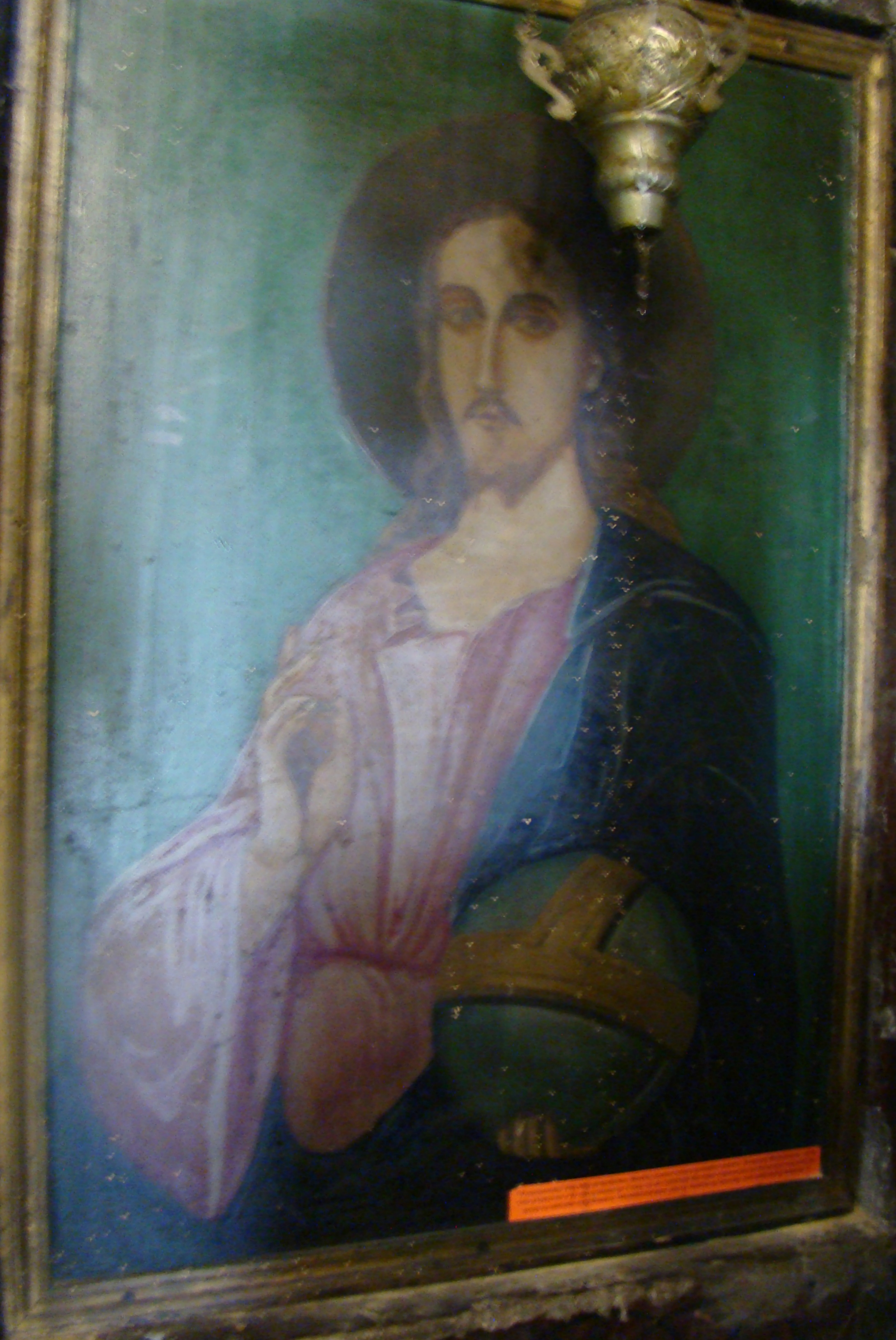
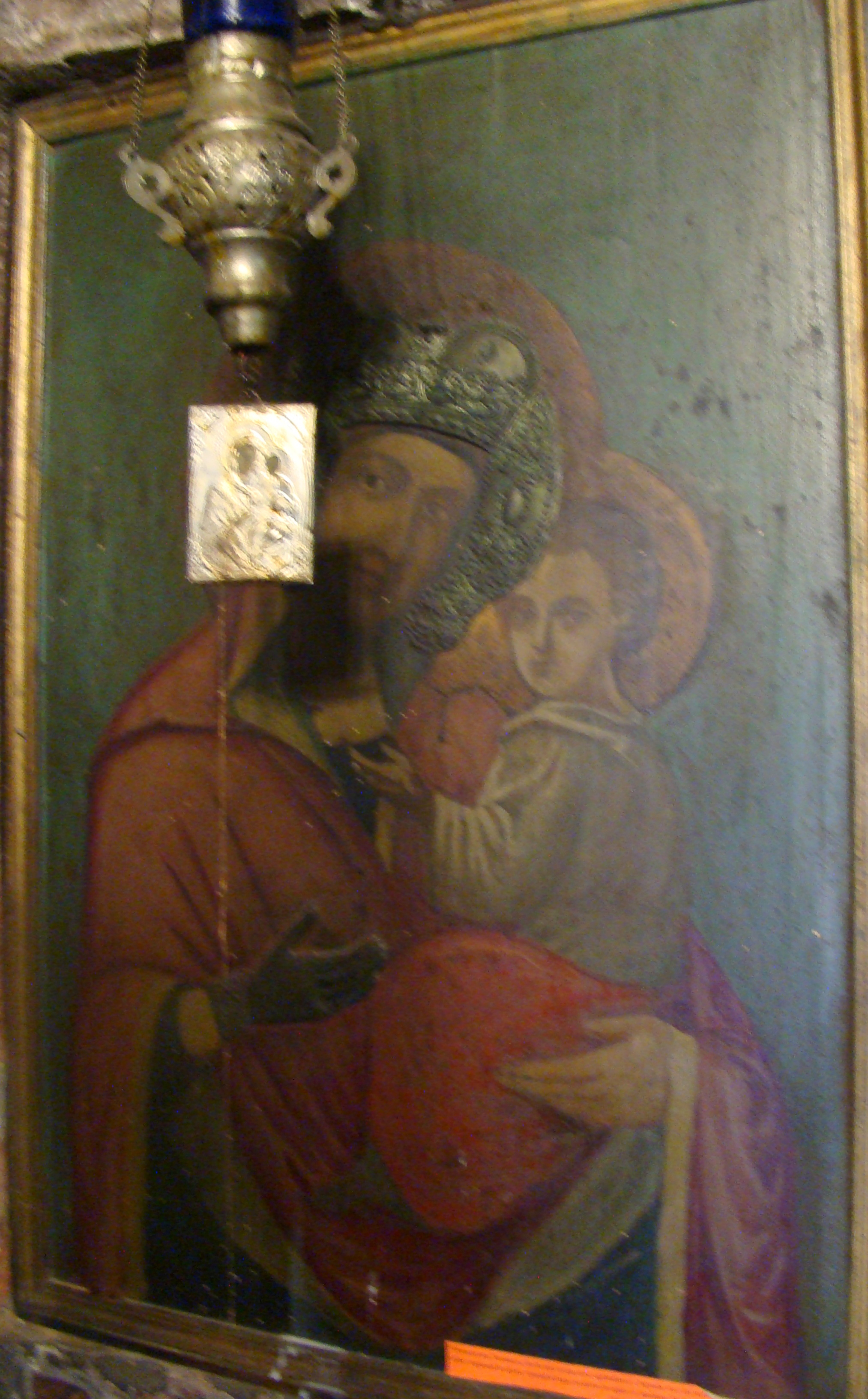
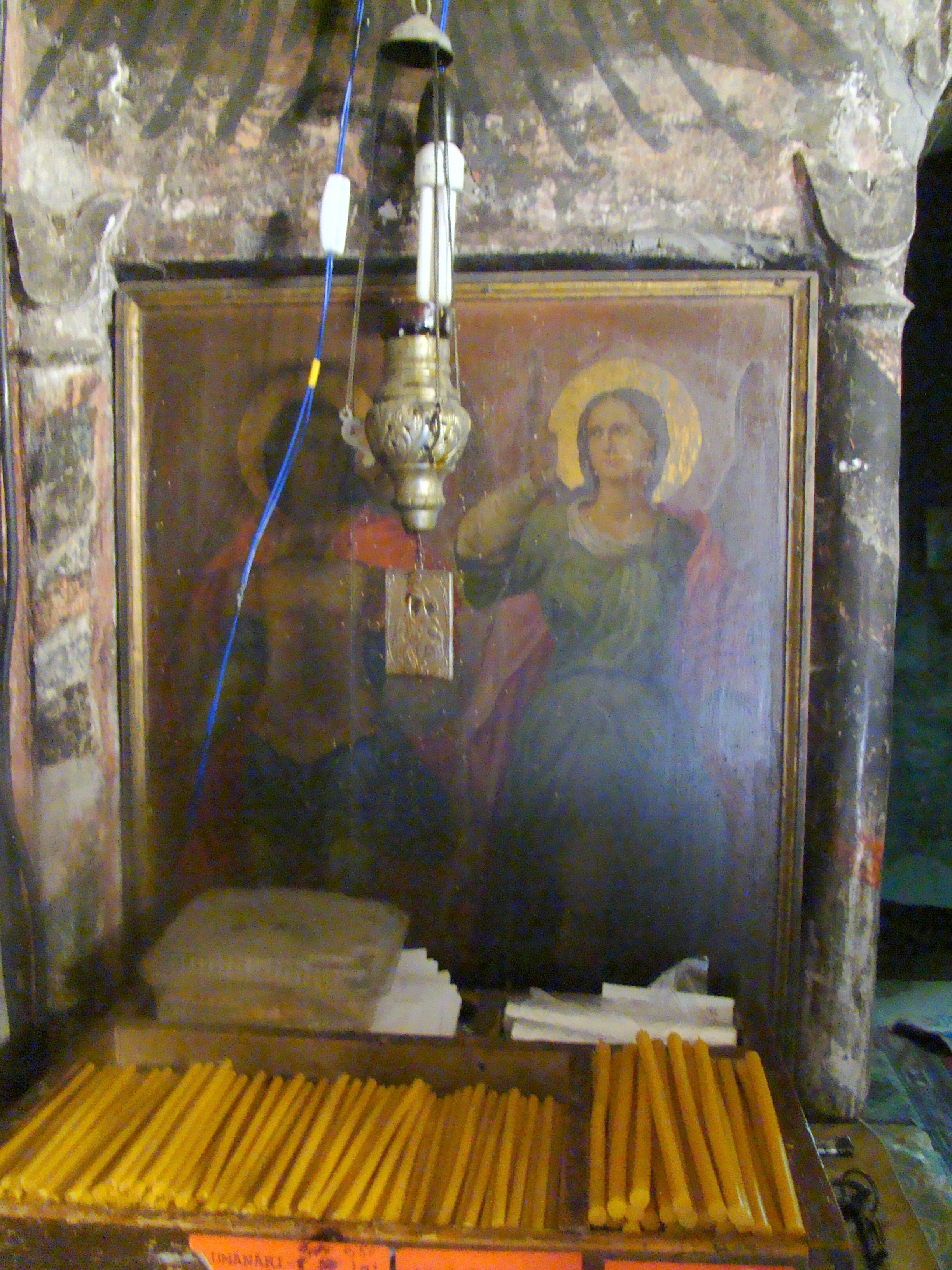
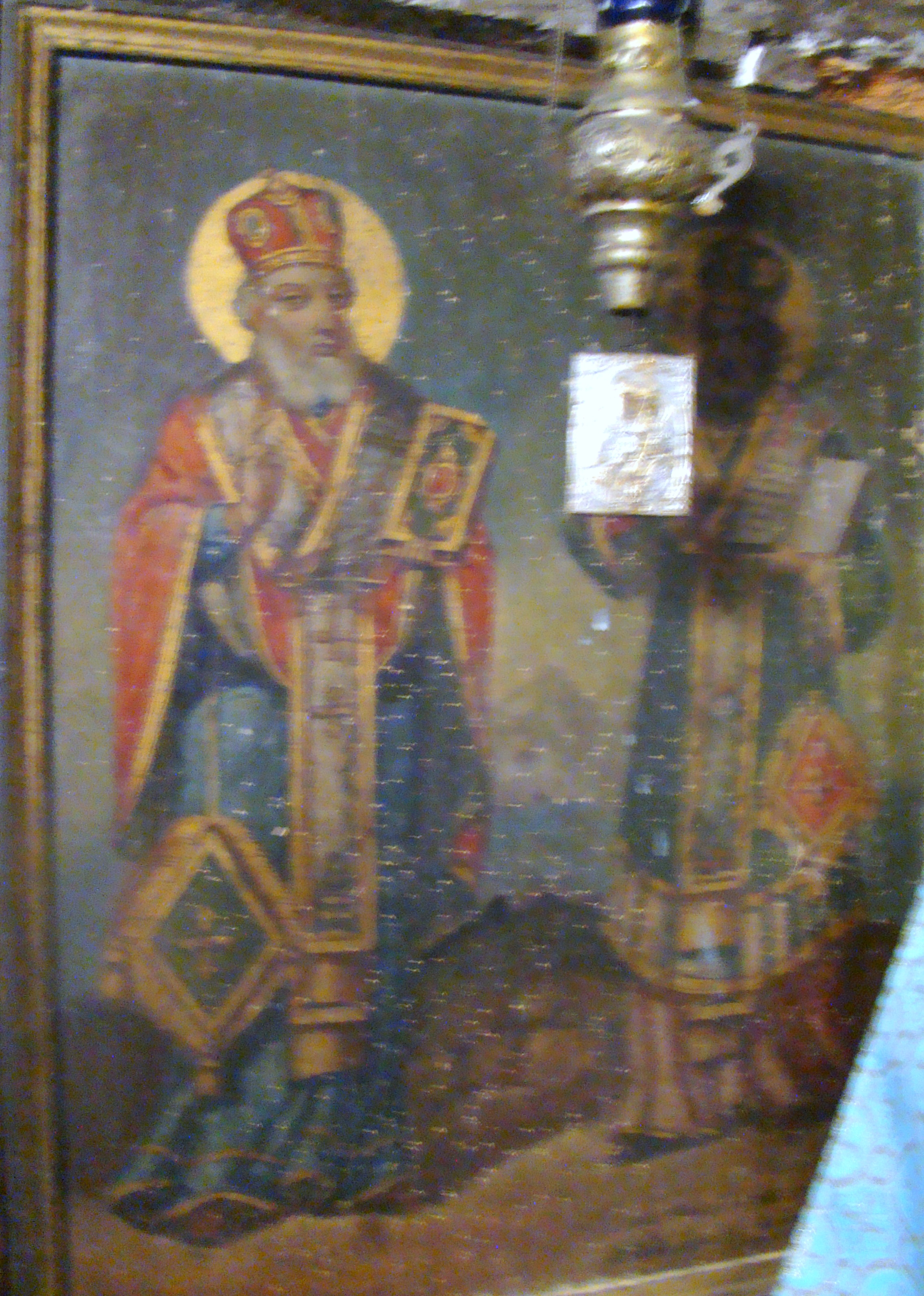
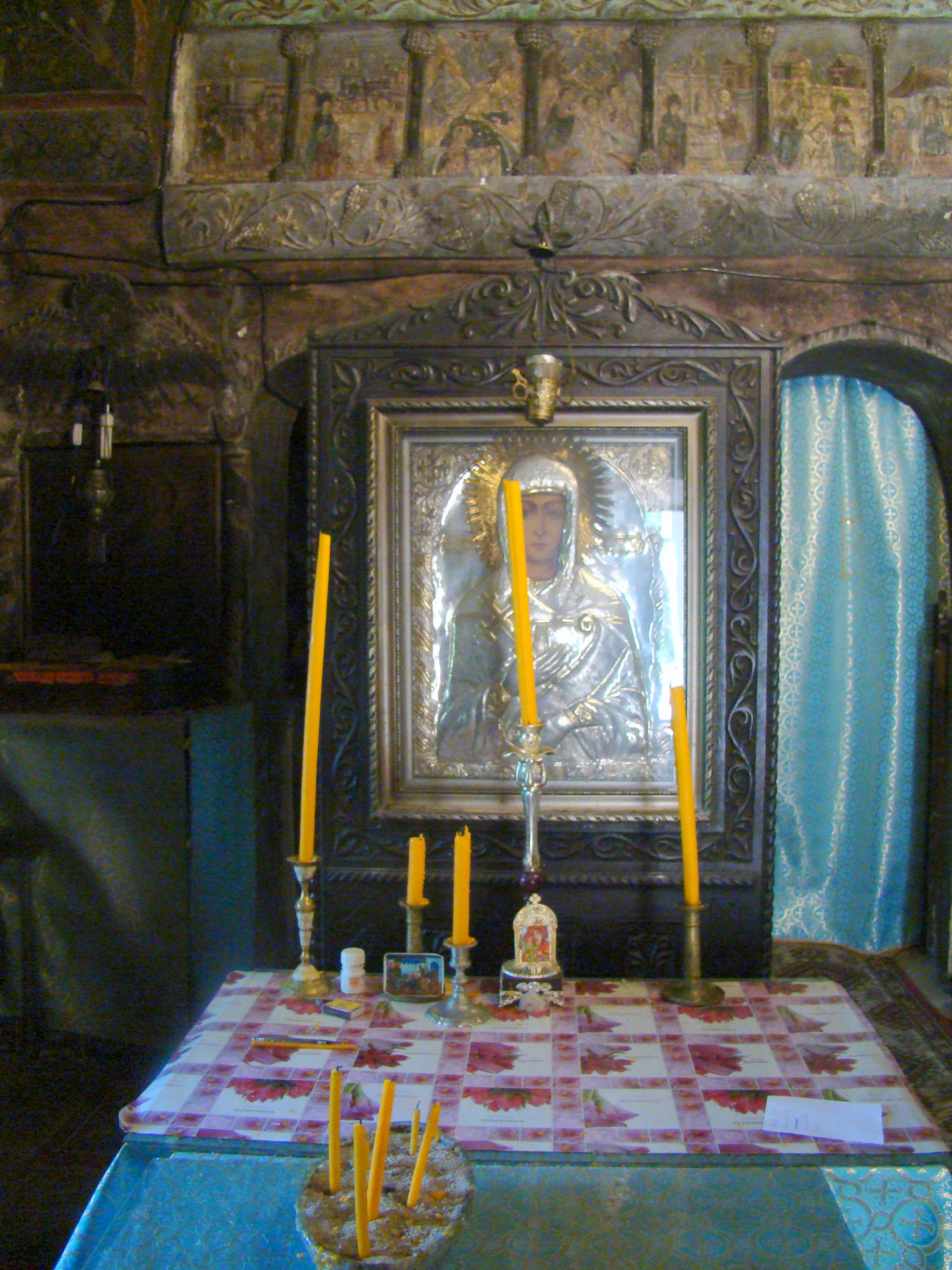
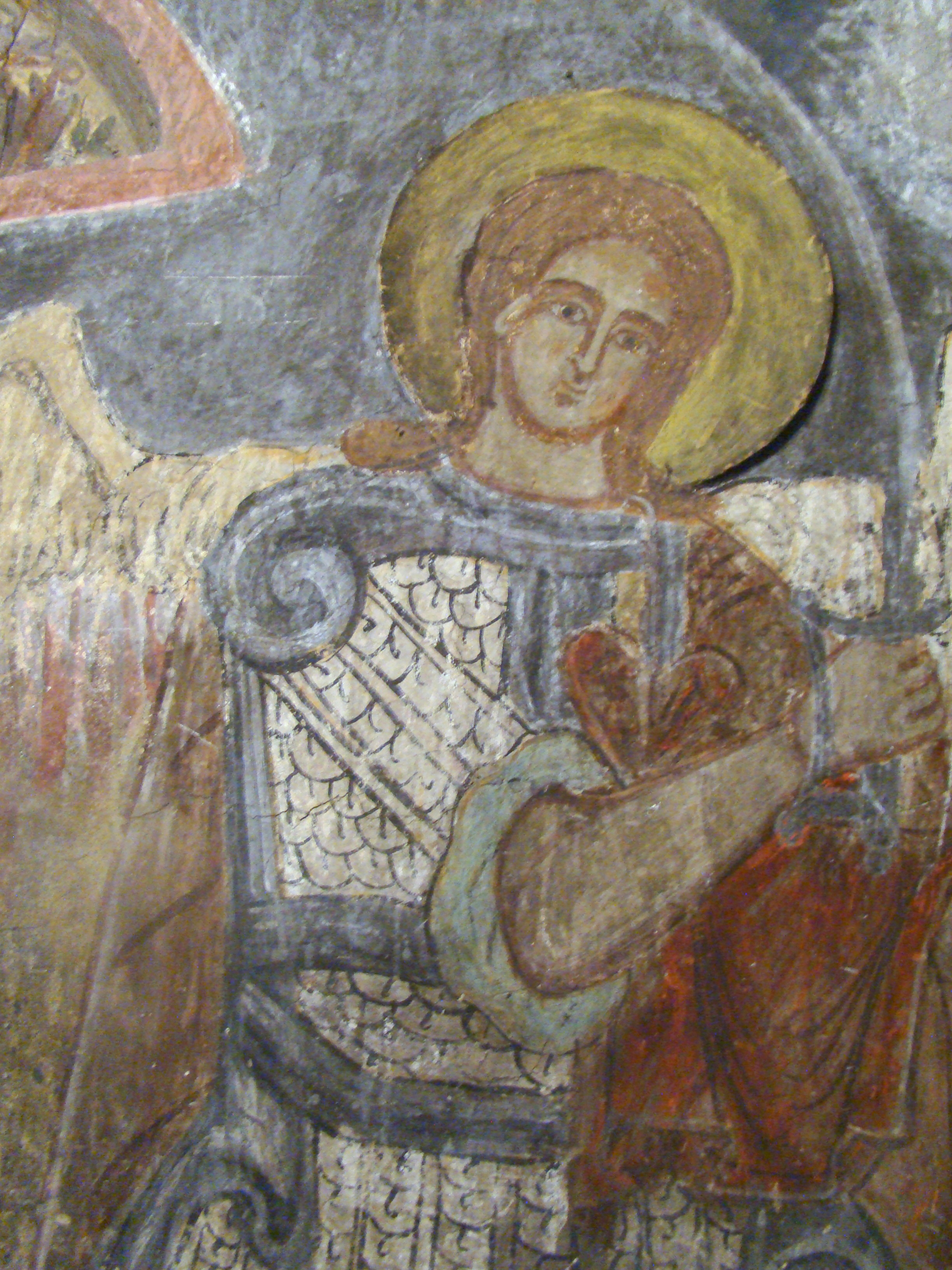
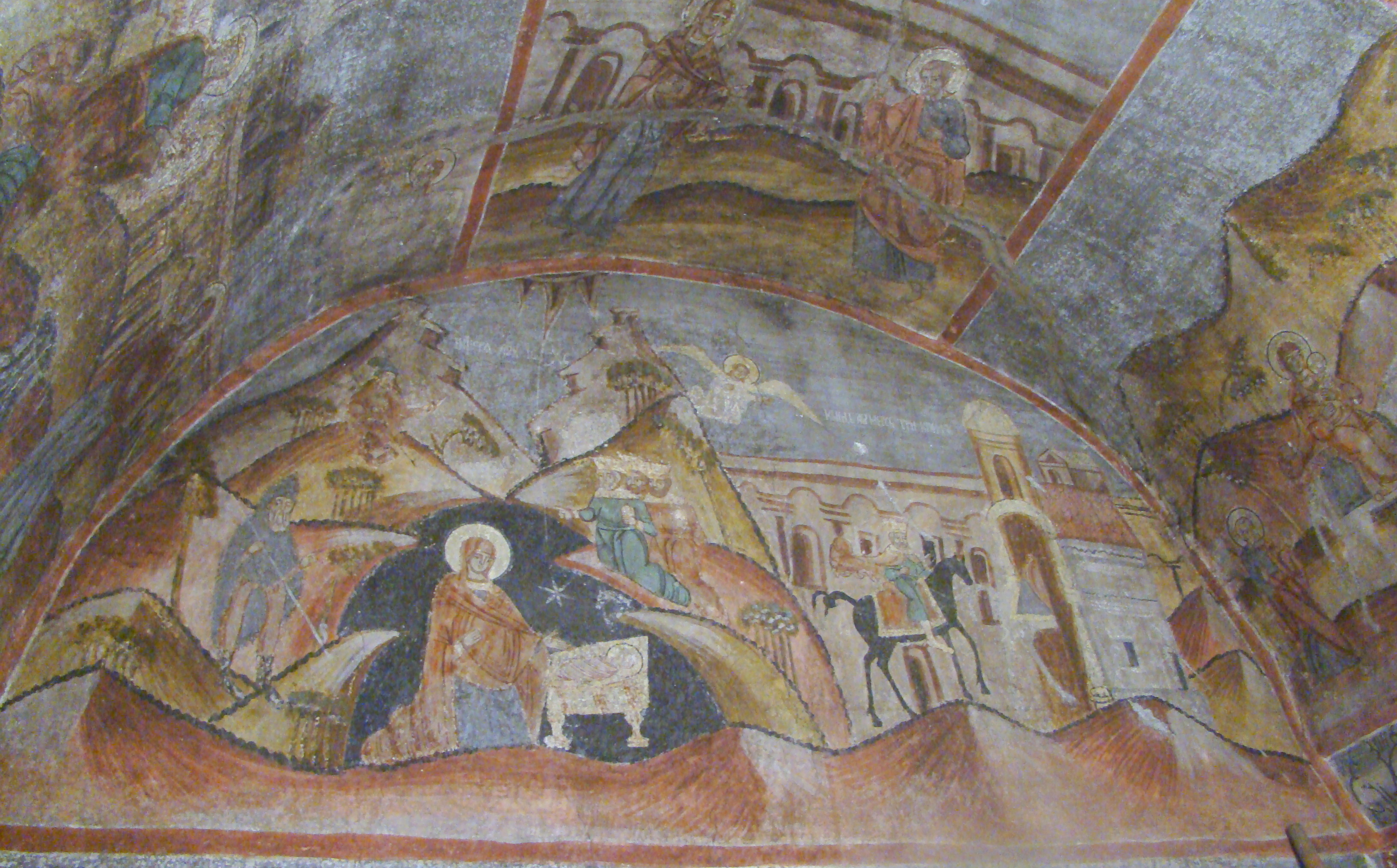
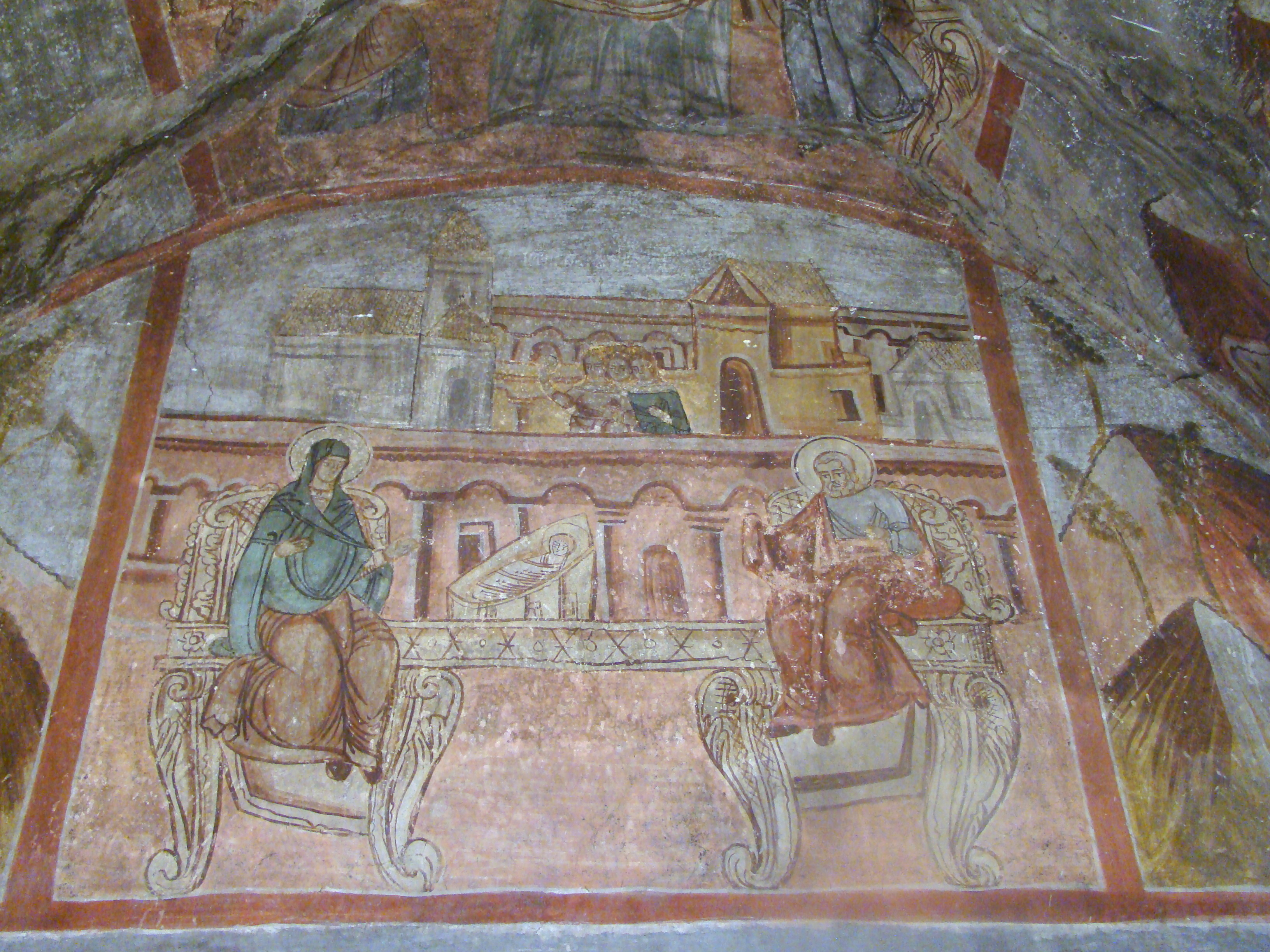
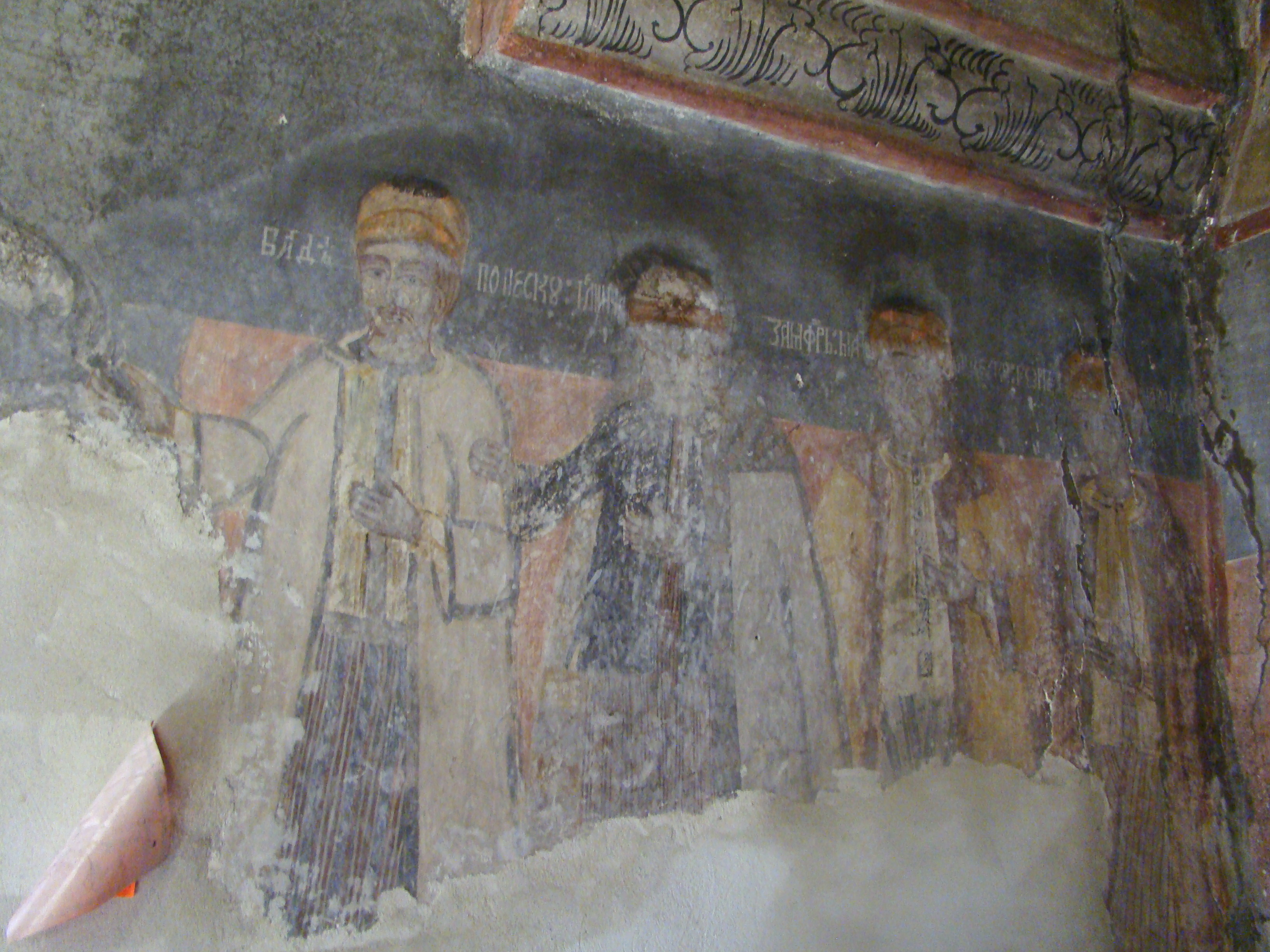
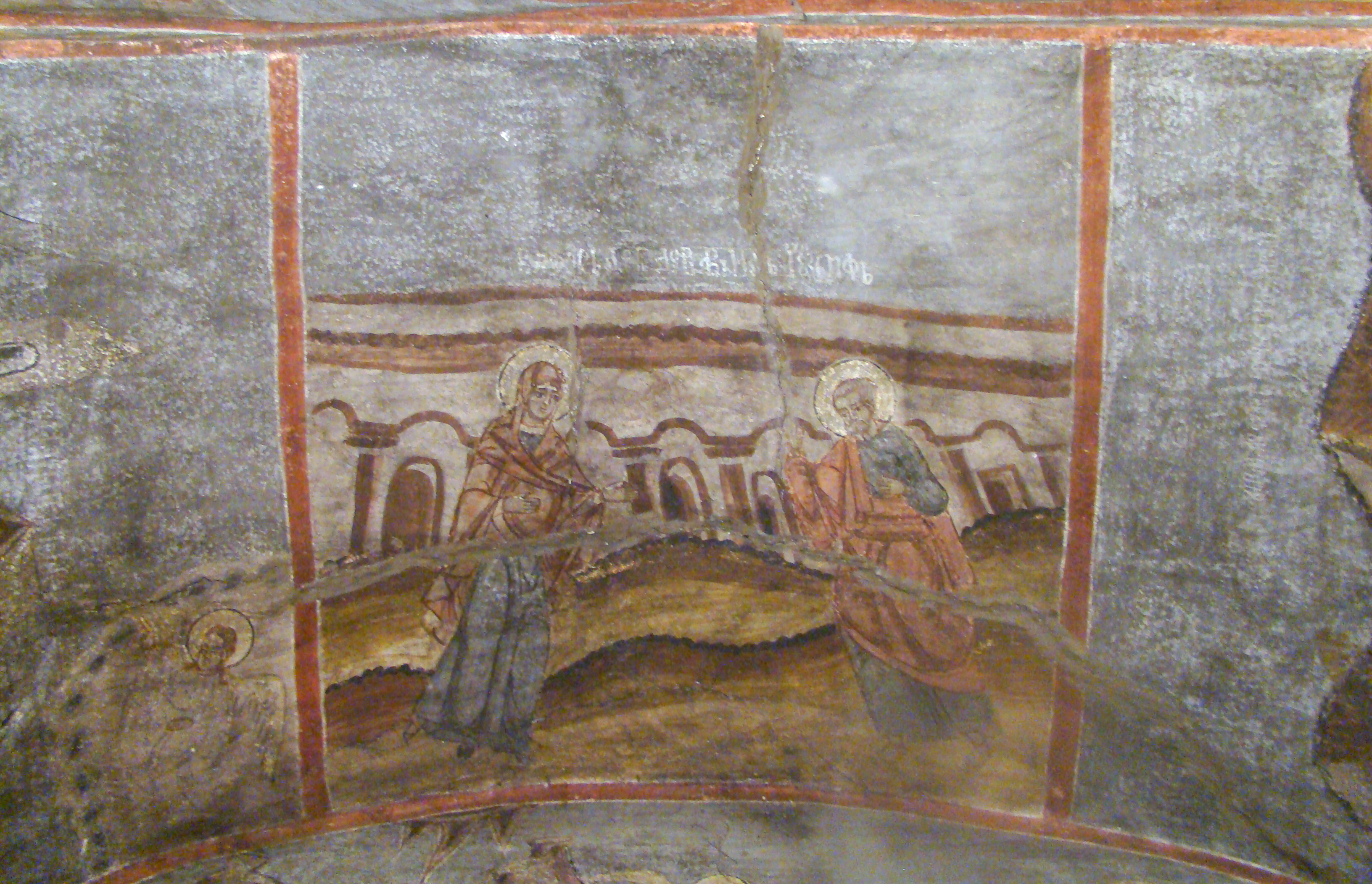
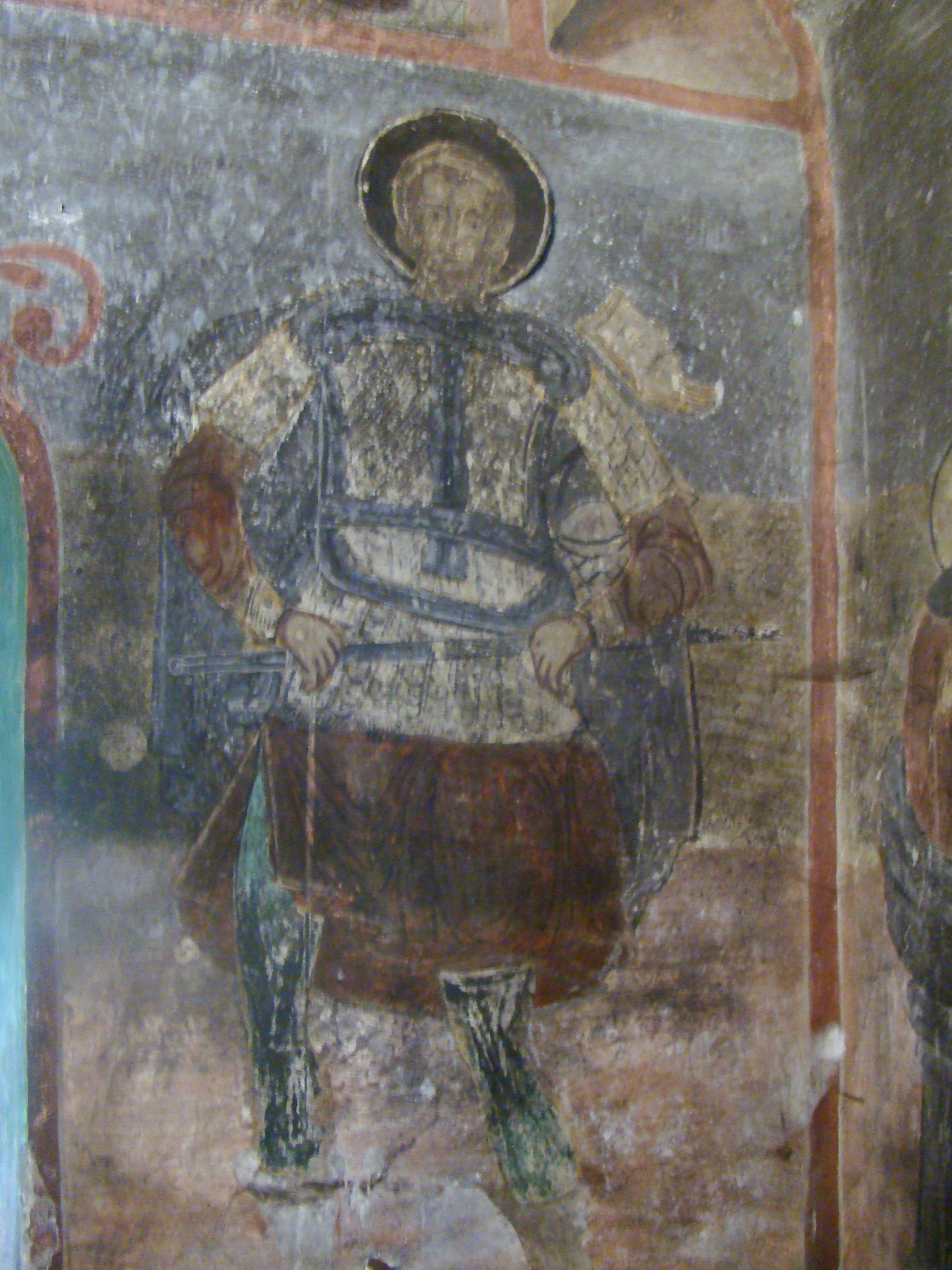
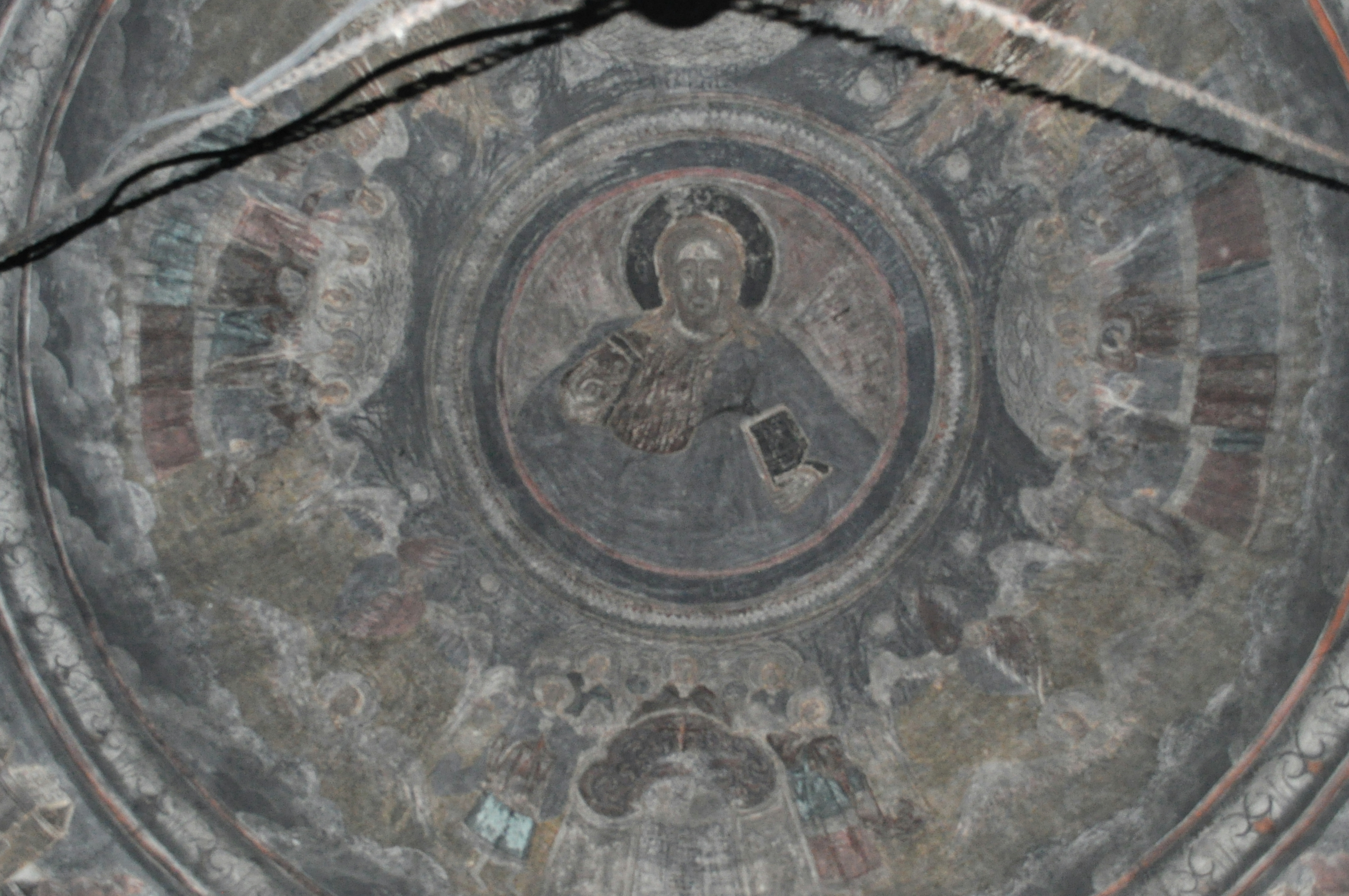
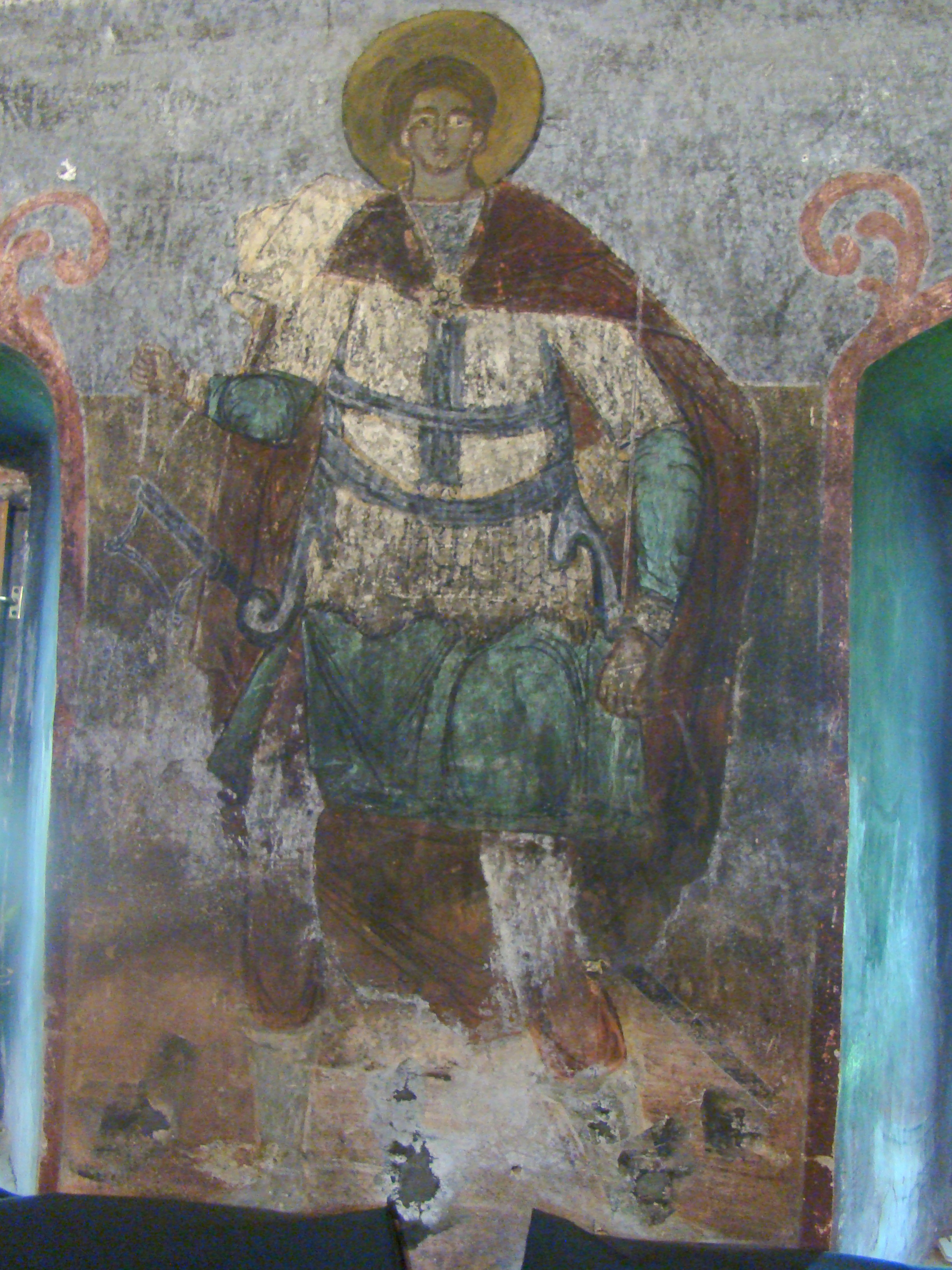
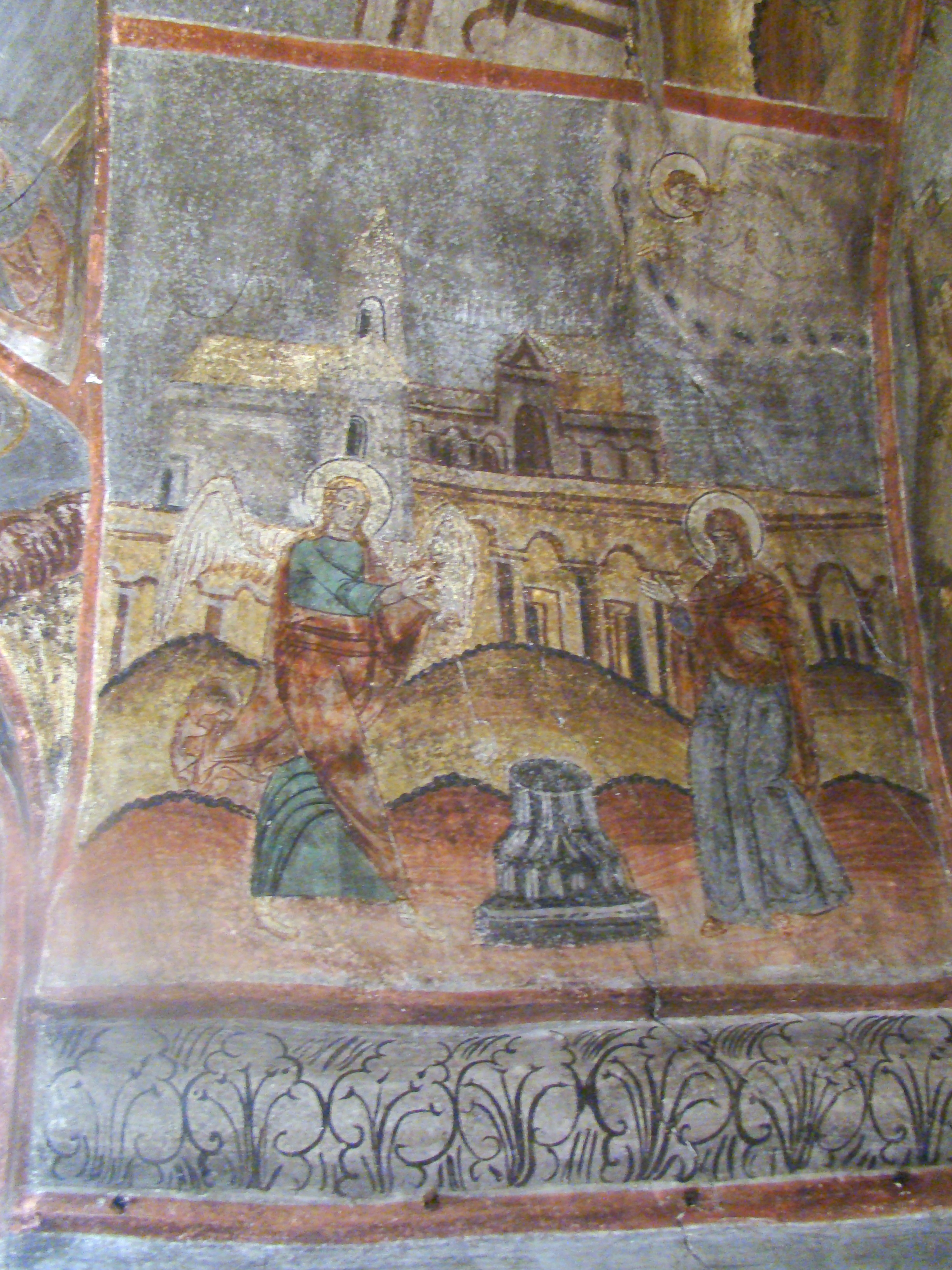
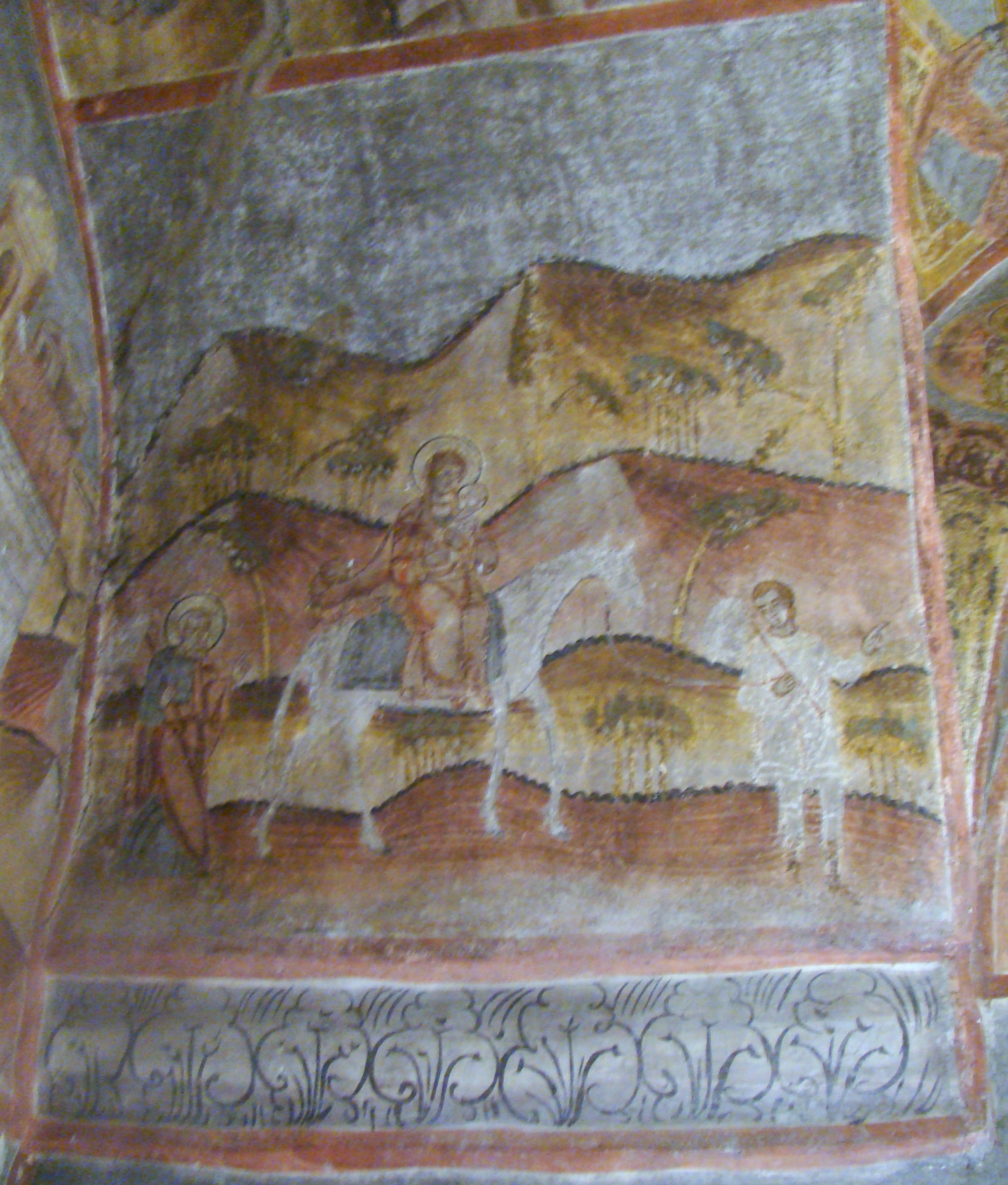
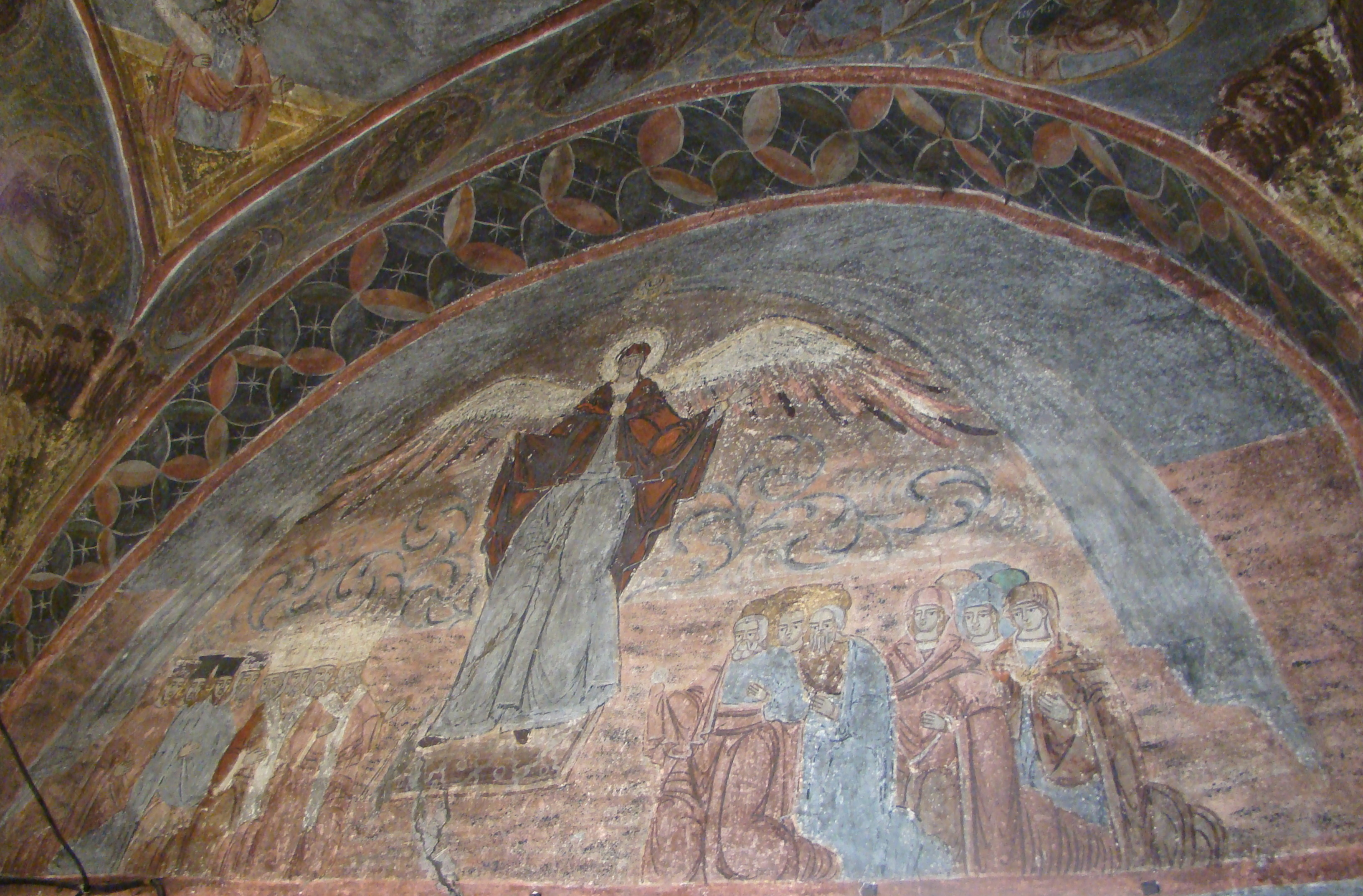
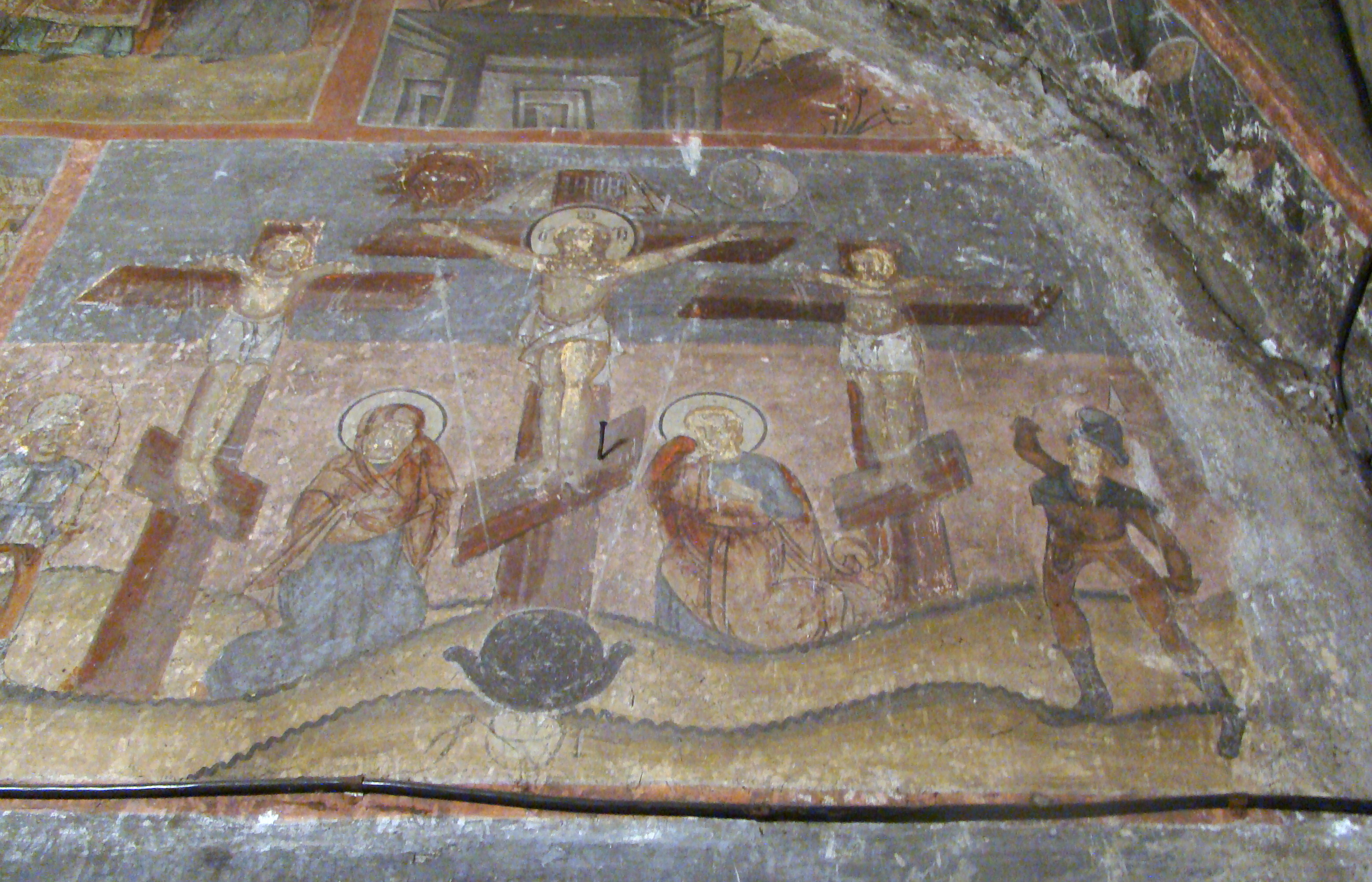